# 屯門公園

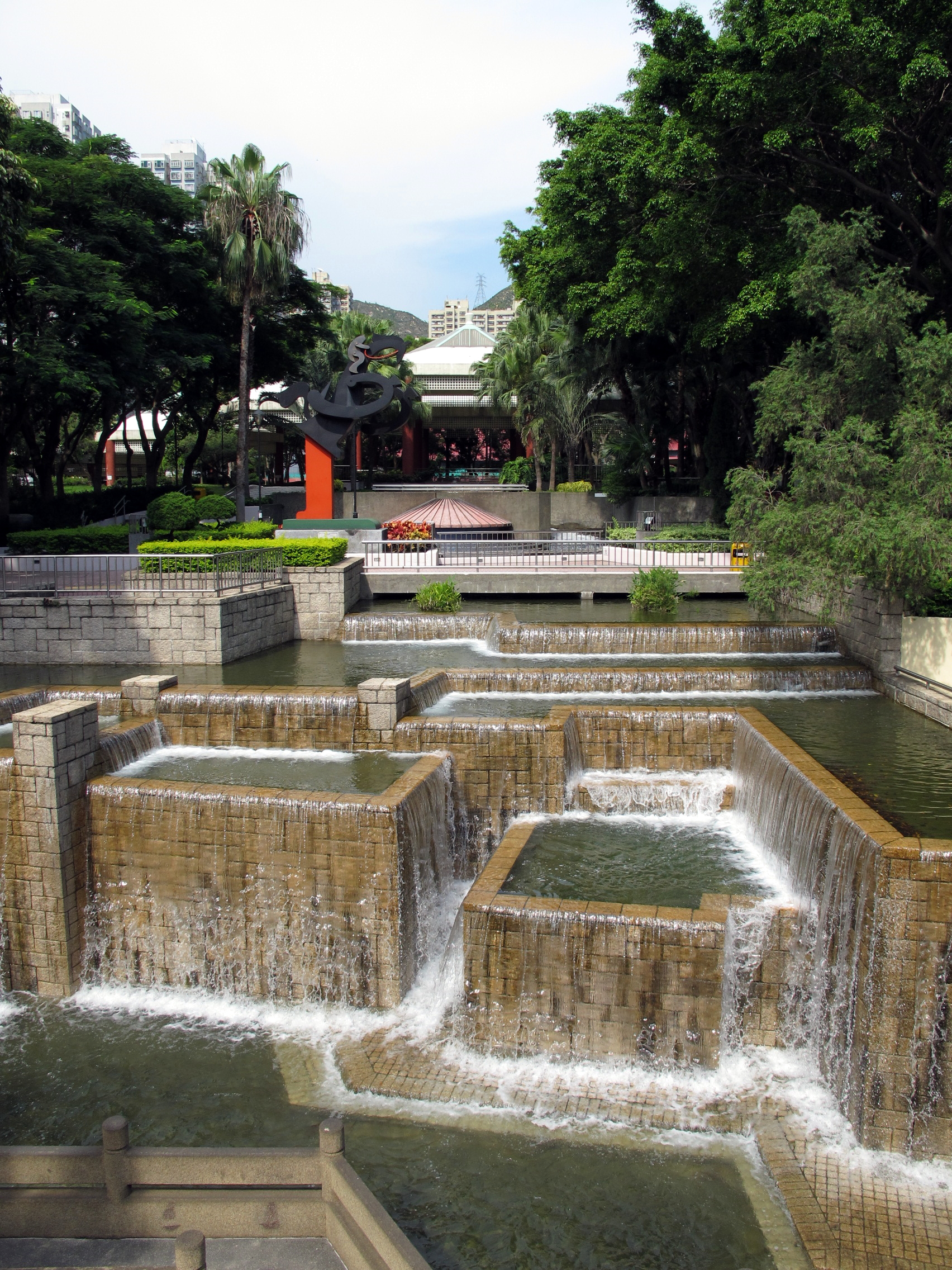
屯門公園內的人工瀑布，全長190米，其上建有兩條小橋

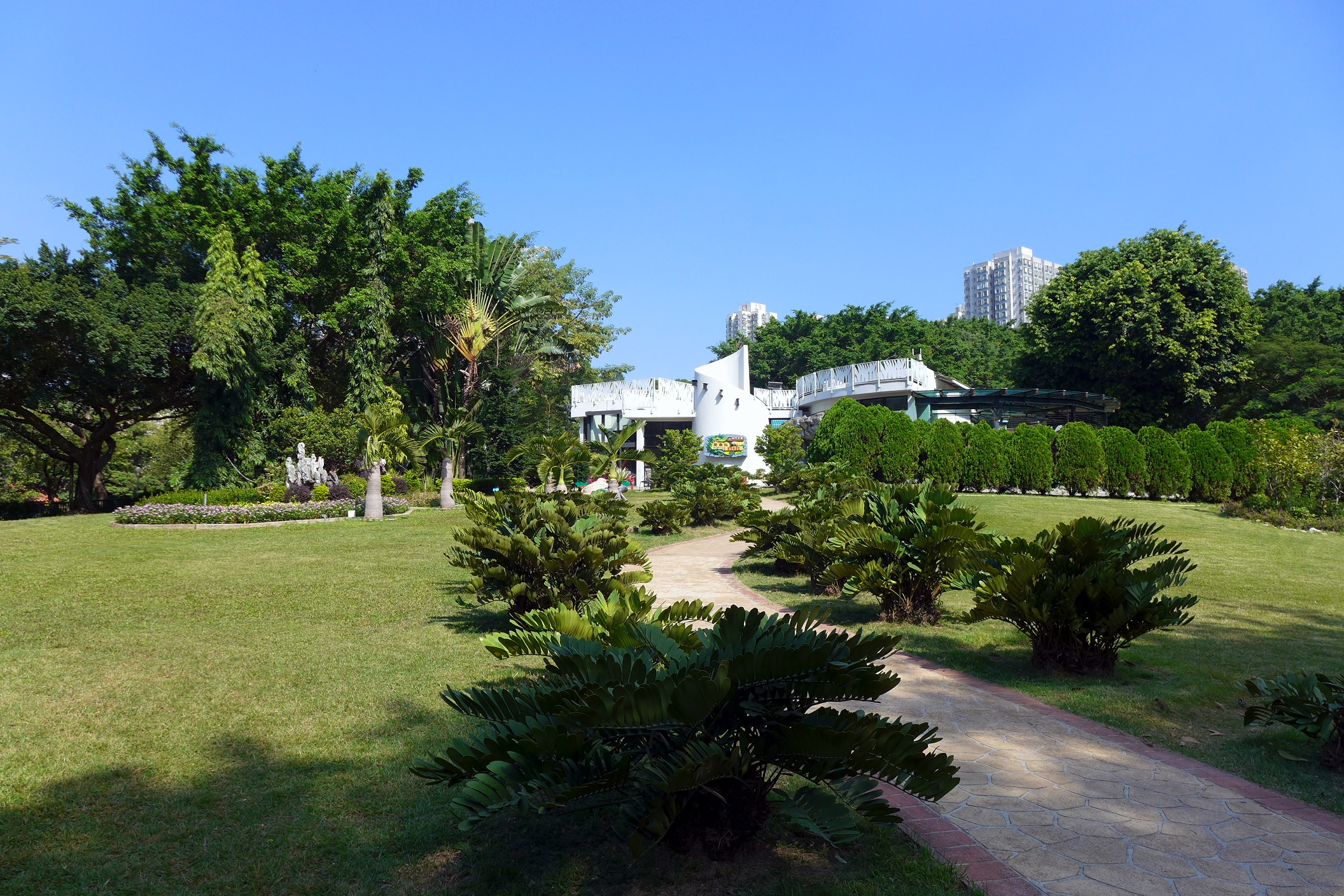
爬蟲館現已成為屯門公園的主要景點

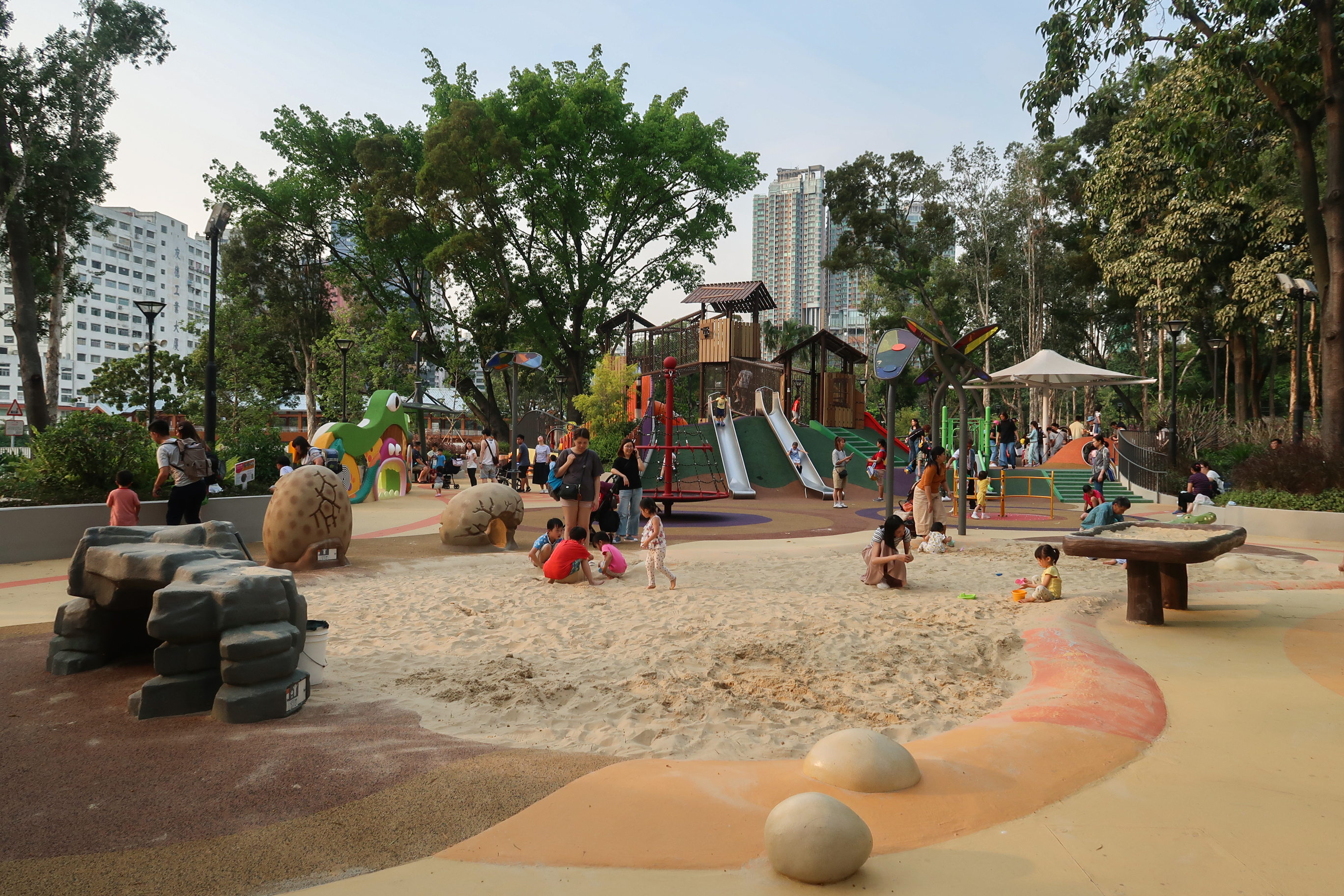
南面共融遊樂場「感官地帶」和「獵蛋樂園」

屯門公園（英語：Tuen Mun Park）是香港的大型公園，位於新界屯門區，佔地約12.5公頃，是區內最大型及最主要公園，由康樂及文化事務署管理。

## 歷史

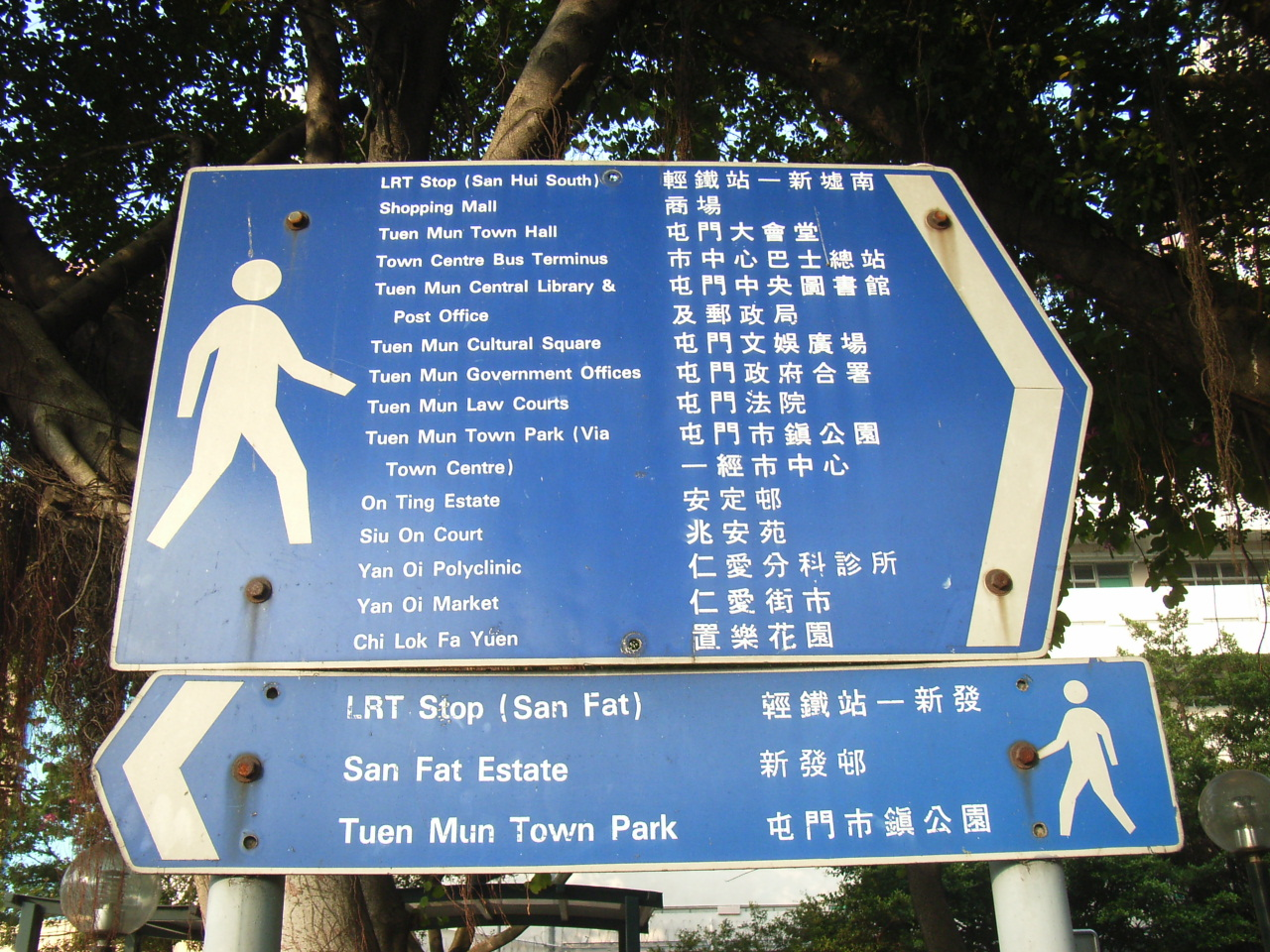
舊路牌，可見「屯門市鎮公園」之名

屯門公園原稱屯門市鎮公園（Tuen Mun Town Park），為屯門新市鎮的中央公園及新界首個提供多種康樂設施的大型公園，由區域市政局興建，原由區域市政總署管理。整個公園建於青山灣填海地上，分為兩期，第一期在1985年8月29日開放，而第二期則在1991年1月2日啟用。2000年1月1日區域市政局及區域市政總署解散後，由康樂及文化事務署接手管理，後再因配合全港公園統一名稱改為現名。
屯門公園於2018年將兒童遊樂場改建為共融遊樂場，並於2018年12月3日啟用。該遊樂場以「水」及「沙」為元素，並吸納了社區參與進行設計，是先導計劃項目，將成為其他公園遊樂場進行改建的參考。
屯門公園建於填海區，園內種植超過2000棵乔木和10萬株灌木，約有200個不同品種。公園還有一個人工湖，佔地約1公顷；而位於公園南面的爬蟲館，則是另一個景點。公園其他設施包括人工瀑布、模型船池、露天劇場、滾軸溜冰場、兒童遊樂場、快餐亭及多用途球場等。

## 主要設施
- 滾軸溜冰場－位於公園南面入口旁。
- 單車徑－位於河畔走廊。
- 人工湖－佔地約1公頃，可在岸邊欣賞湖景。以往湖畔有水上單車租借服務，市民可以租借水上單車在湖中暢遊，但大約到2003年時，此服務已取消。落成初期亦養有不少水鳥，但在1997年香港爆發禽流感之後已全部撲殺。
- 模型船池－於人工湖旁邊，專供模型船愛好者操控電船。
- 植物專類園－設5個不同主題的花園，包括碧水亭、太湖石花園、香花園、園中園和玫瑰園。
- 爬蟲館－於1999年啟用，是香港康樂及文化事務署設立的首個爬蟲館。該館位於公園南面的草地，面積約245平方米。設施包括室內展覽缸及露天展覽場，展出不同品種的爬蟲類動物。該館現有20種共43隻活展品，以圖文介紹有關資料，並擺設有7個爬蟲類的模型標本。每年的入場人次達40萬，在共融遊樂場開放前為公園的主要景點。
- 共融遊樂場－耗資約2,800萬港元建造，分為南北兩部分，共有7個遊玩主題區。為香港首個把「水」和「沙」兩項自然元素納入設計的無障礙兒童遊樂場，概念源自2015年智樂兒童遊樂協會主辦的「共融遊樂空間設計概念比賽」的優勝作品，建築署採納了得獎作品的概念，再深化其設計。在2018年12月3日對外開放後，成為市民喜歡的設施。[4]

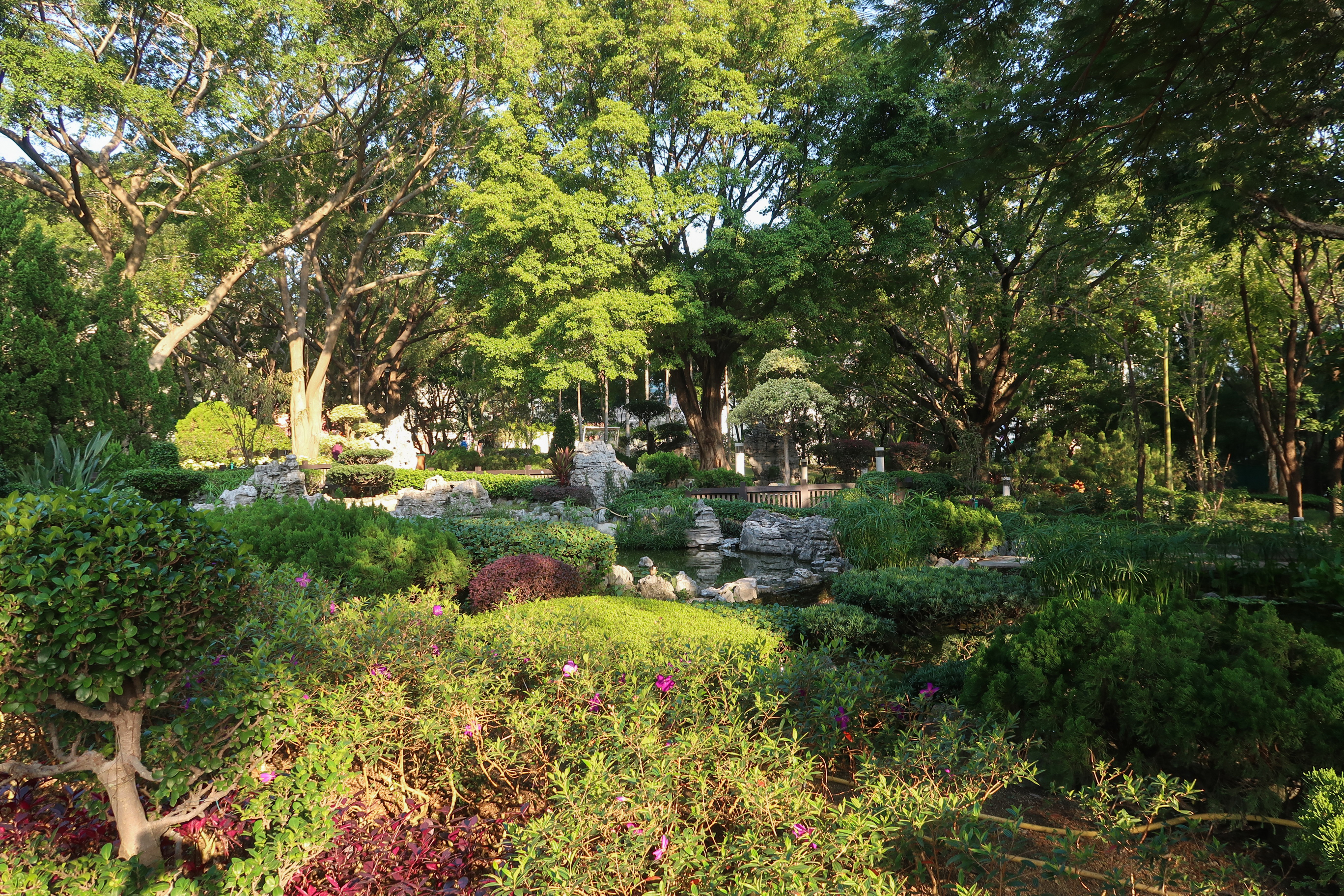
碧水亭
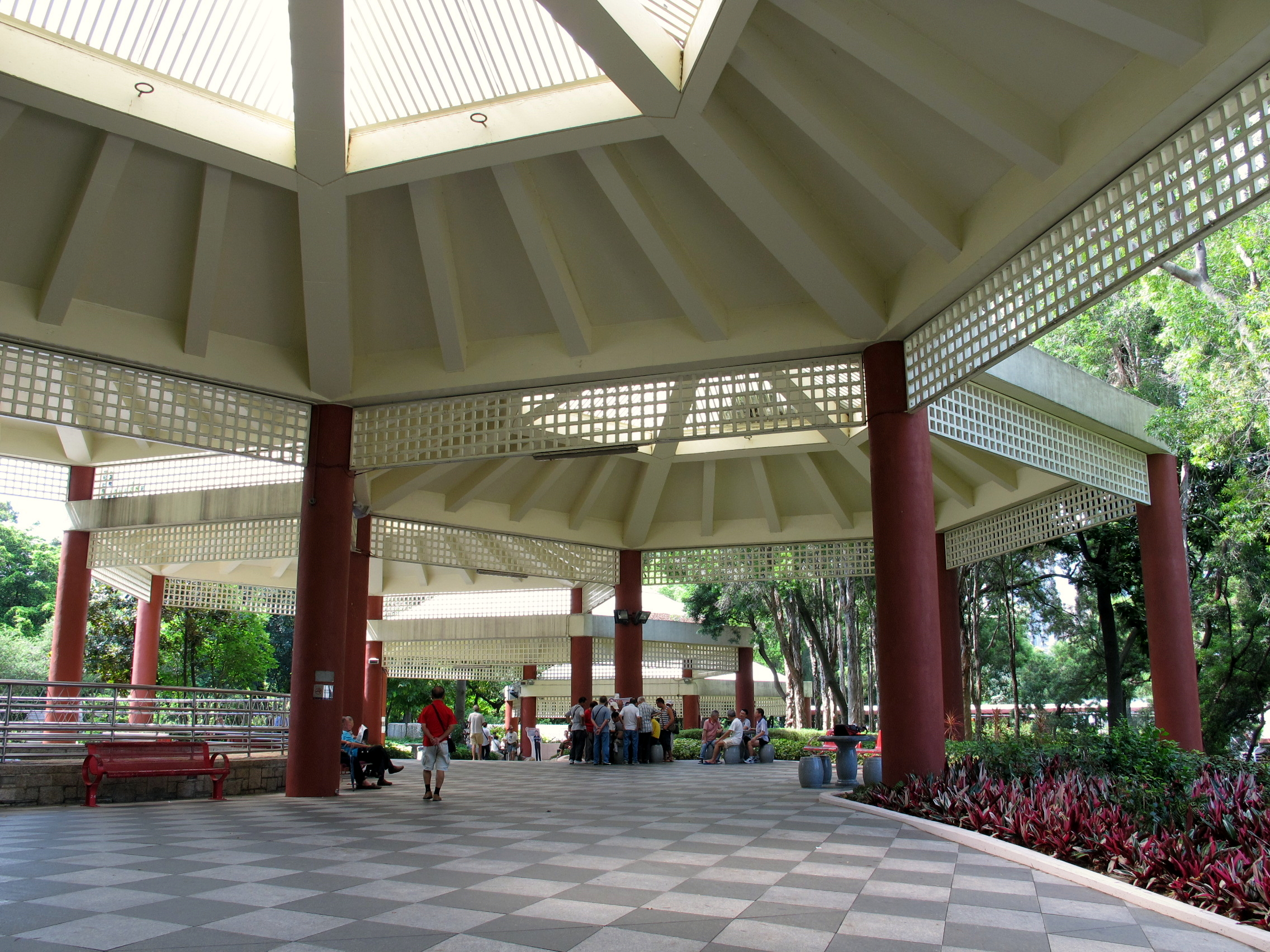
涼亭
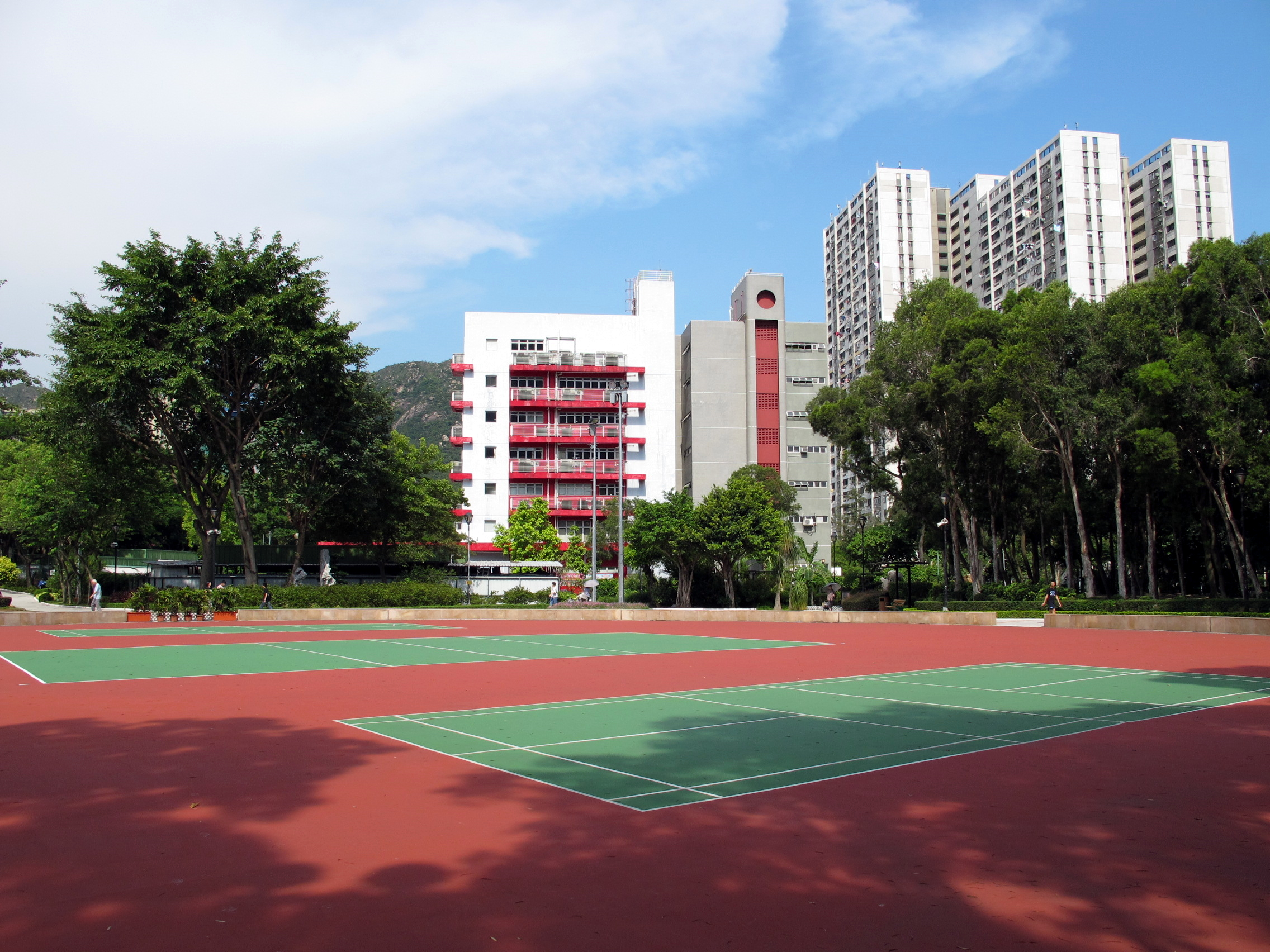
多用途球場
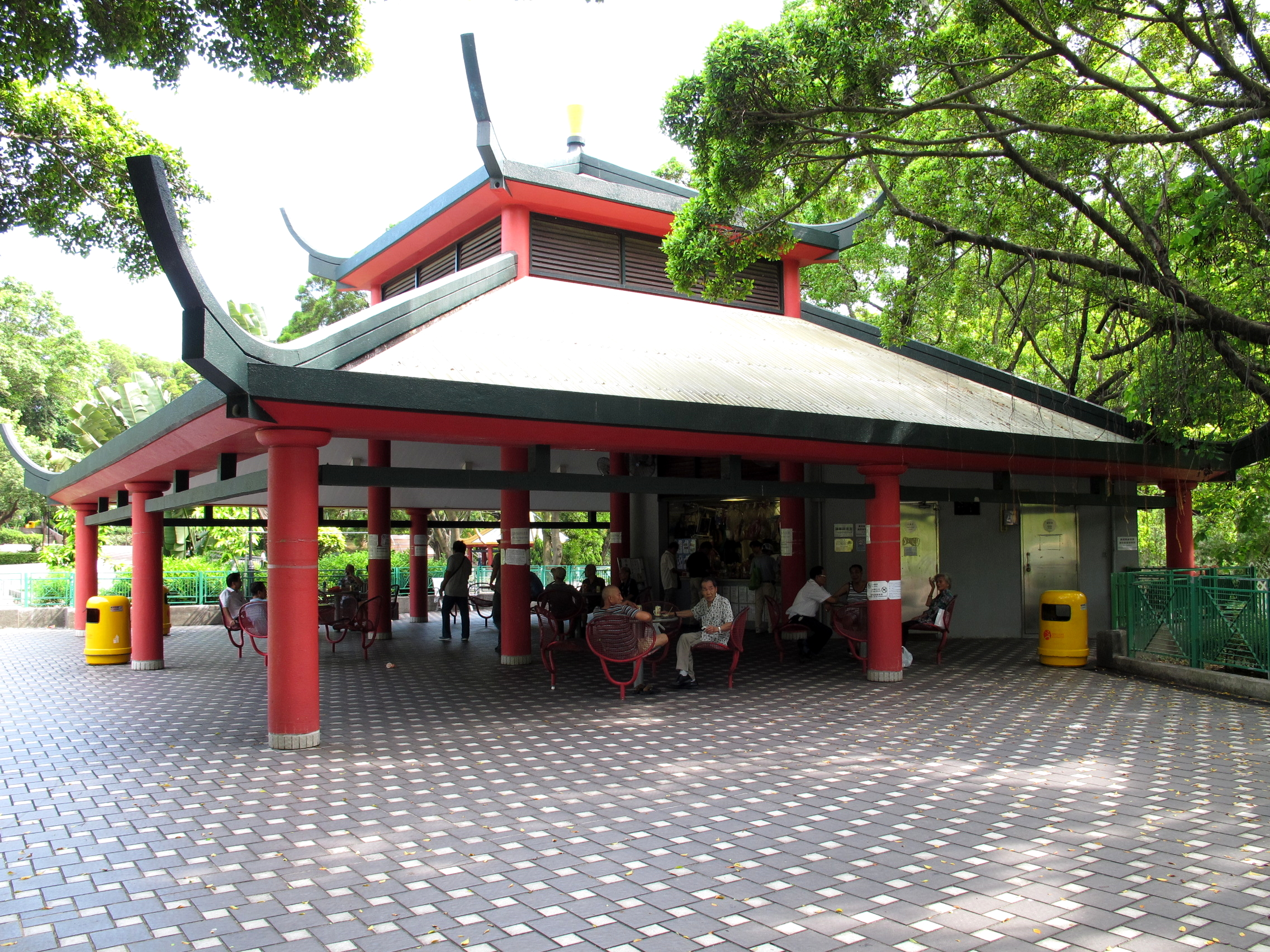
快餐亭
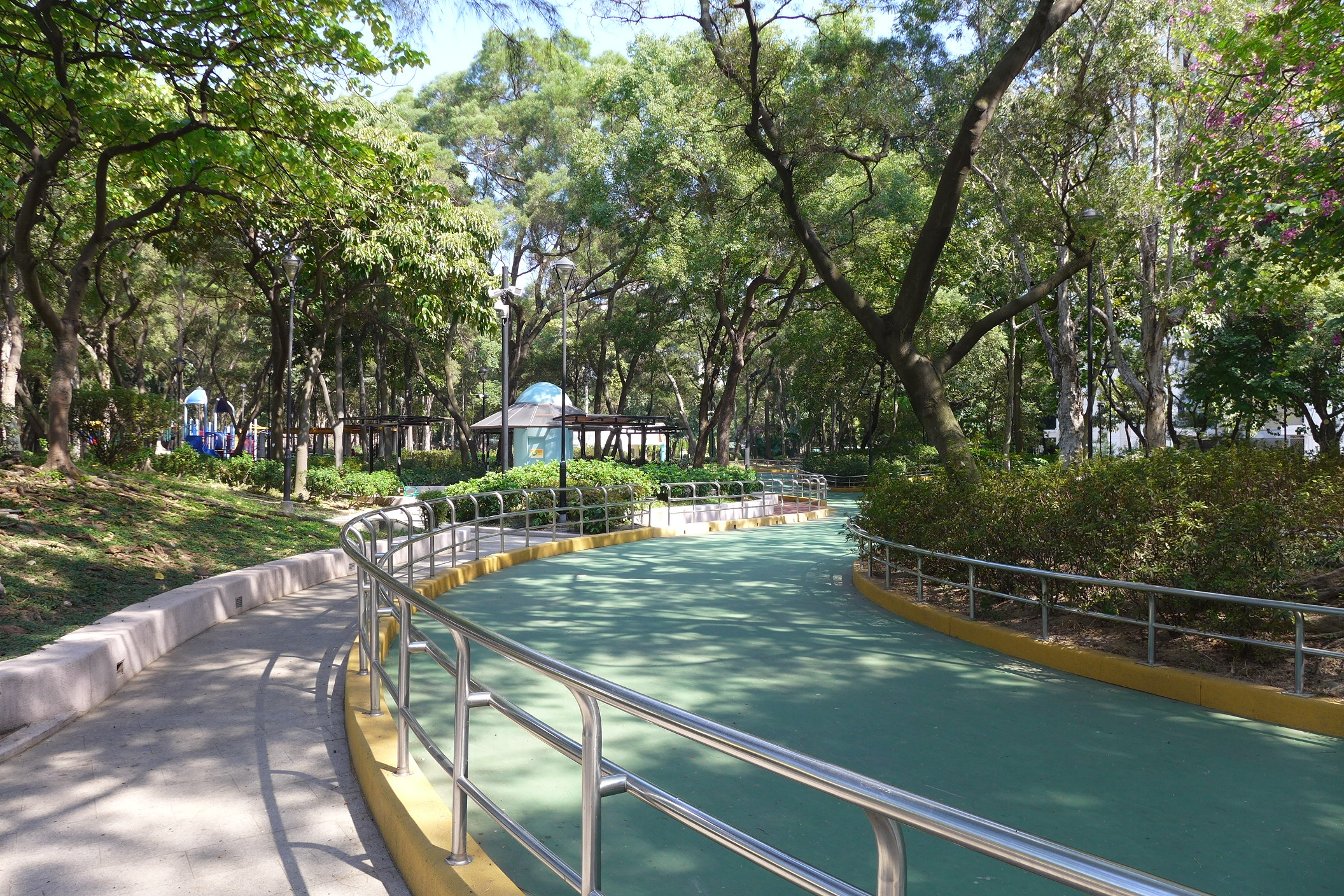
滾軸溜冰場
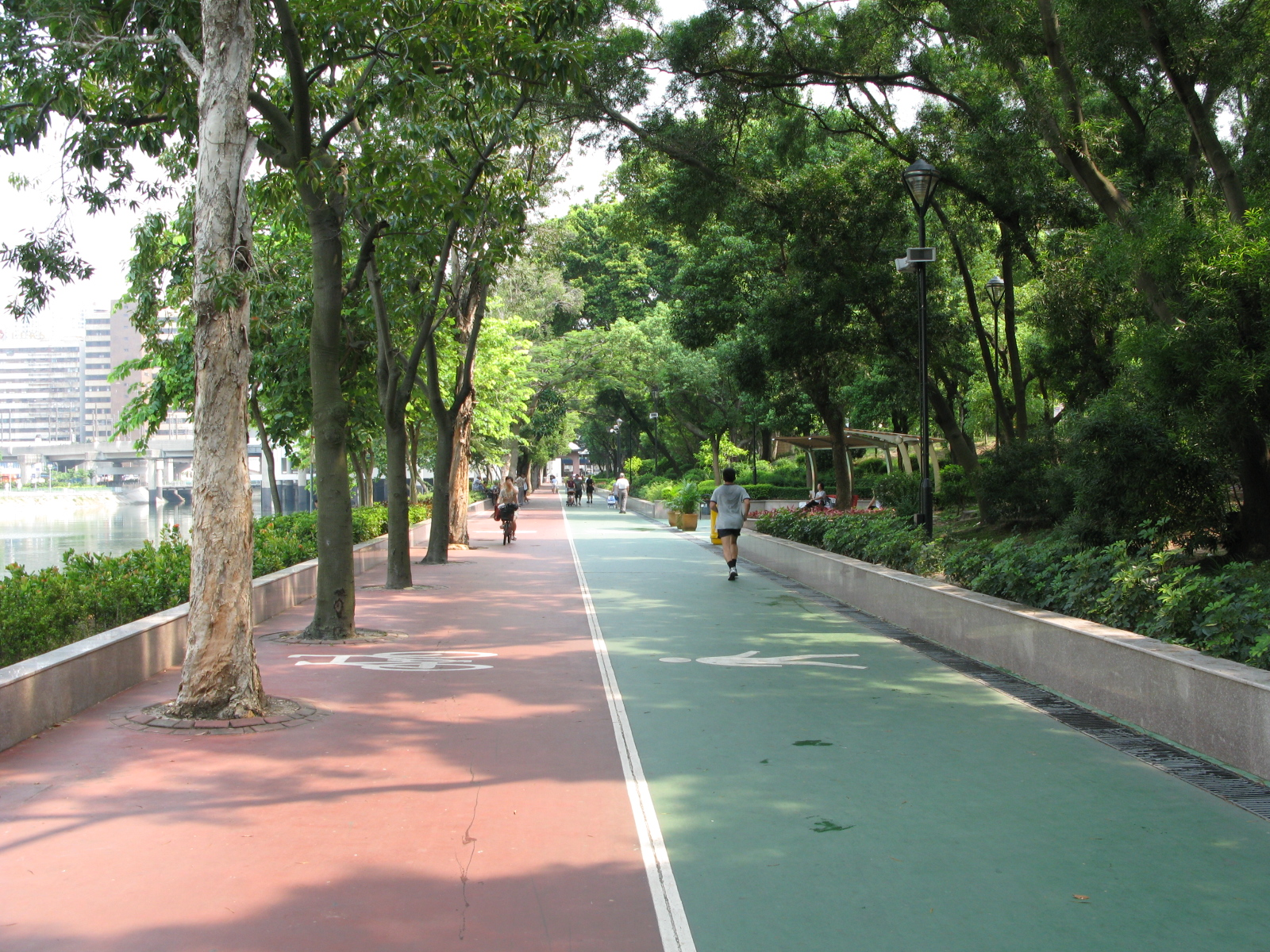
緩跑徑
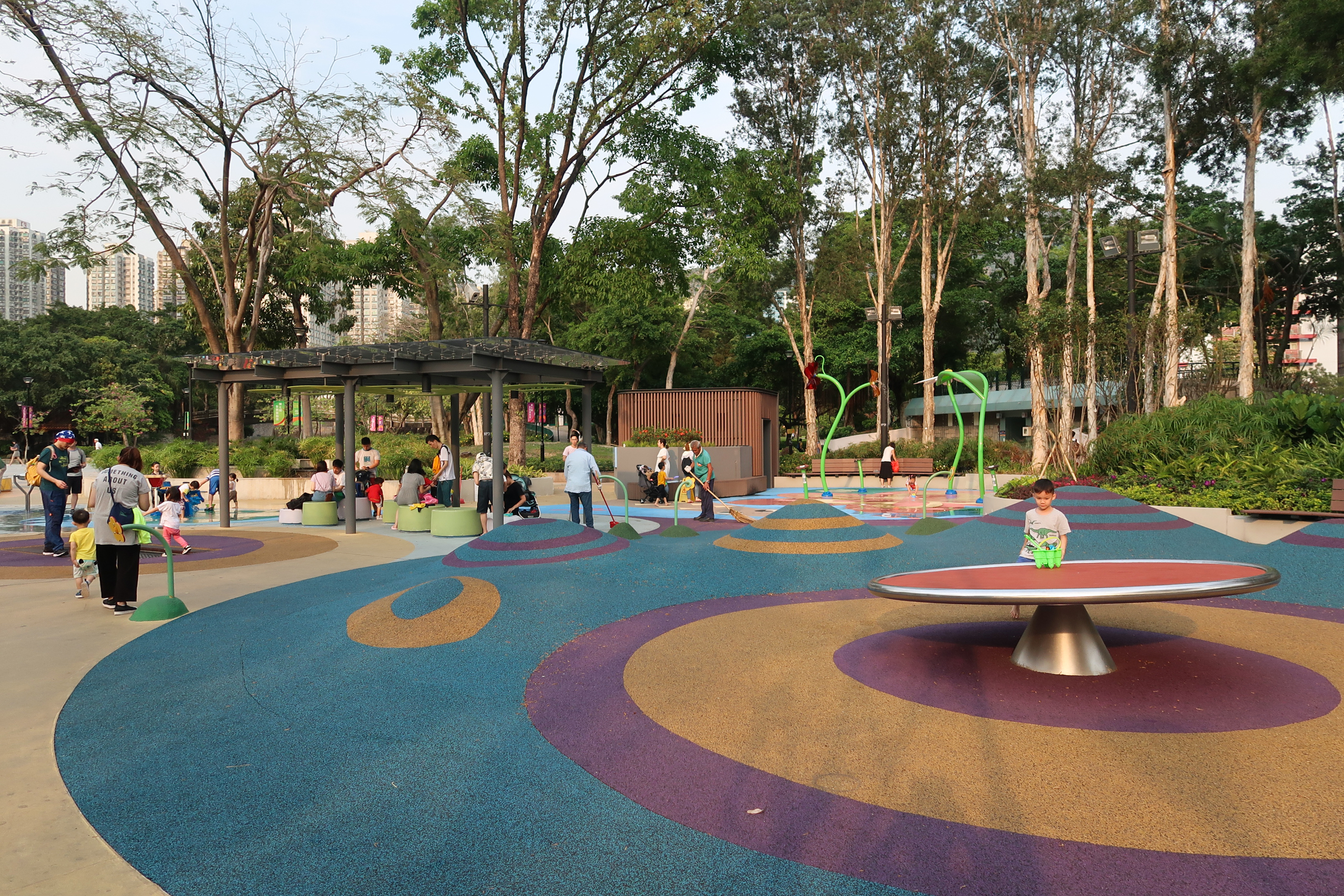
北面共融遊樂場「山丘地帶」和「光影荷花」

## 開放時間

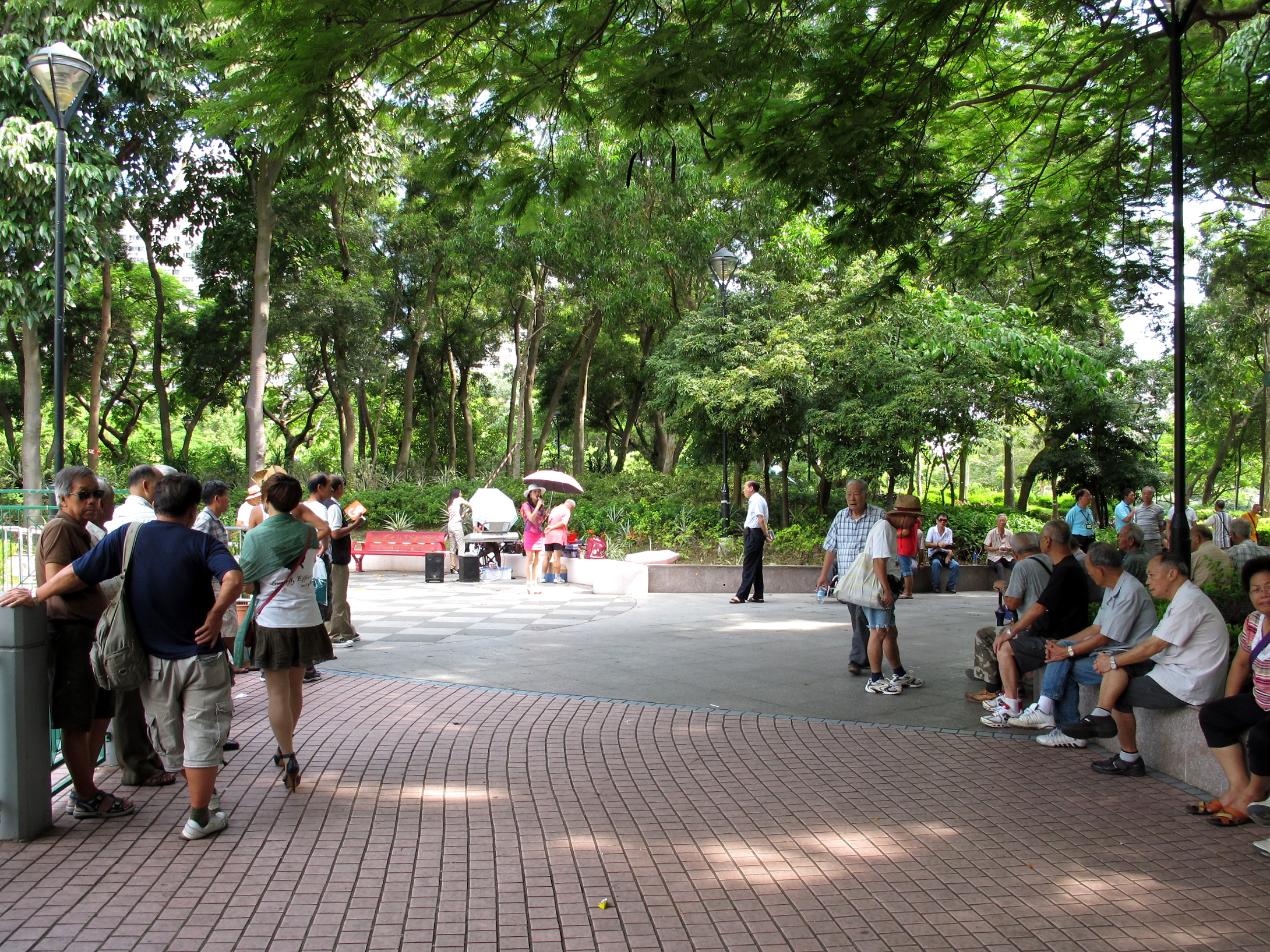
區內有不少退休人士會在屯門公園中以曲藝活動消遣

- 爬蟲館:09:00－18:00
- 其他公園設施：24小時開放

## 問題

### 噪音滋擾

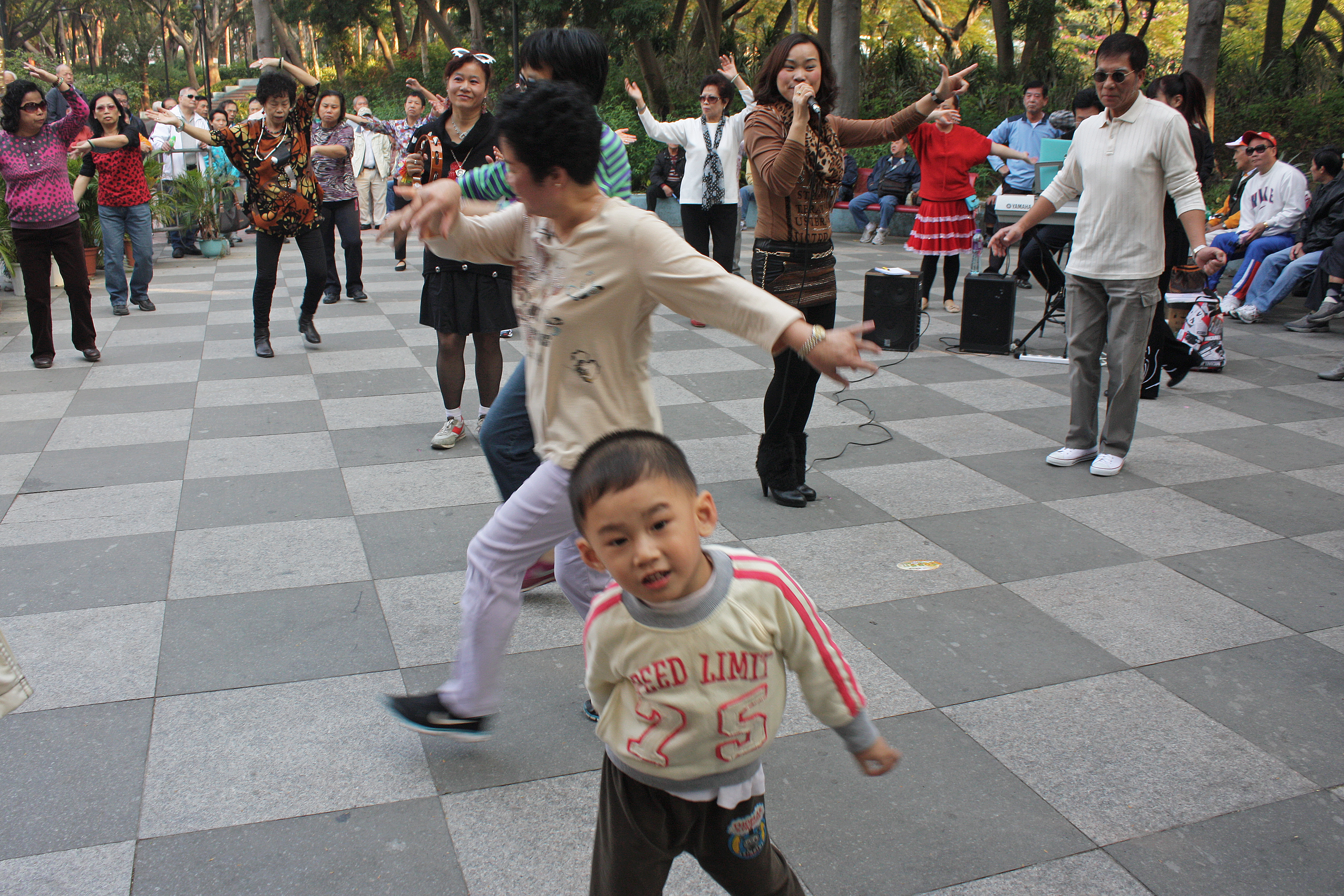
公園內的大媽舞（2011年）

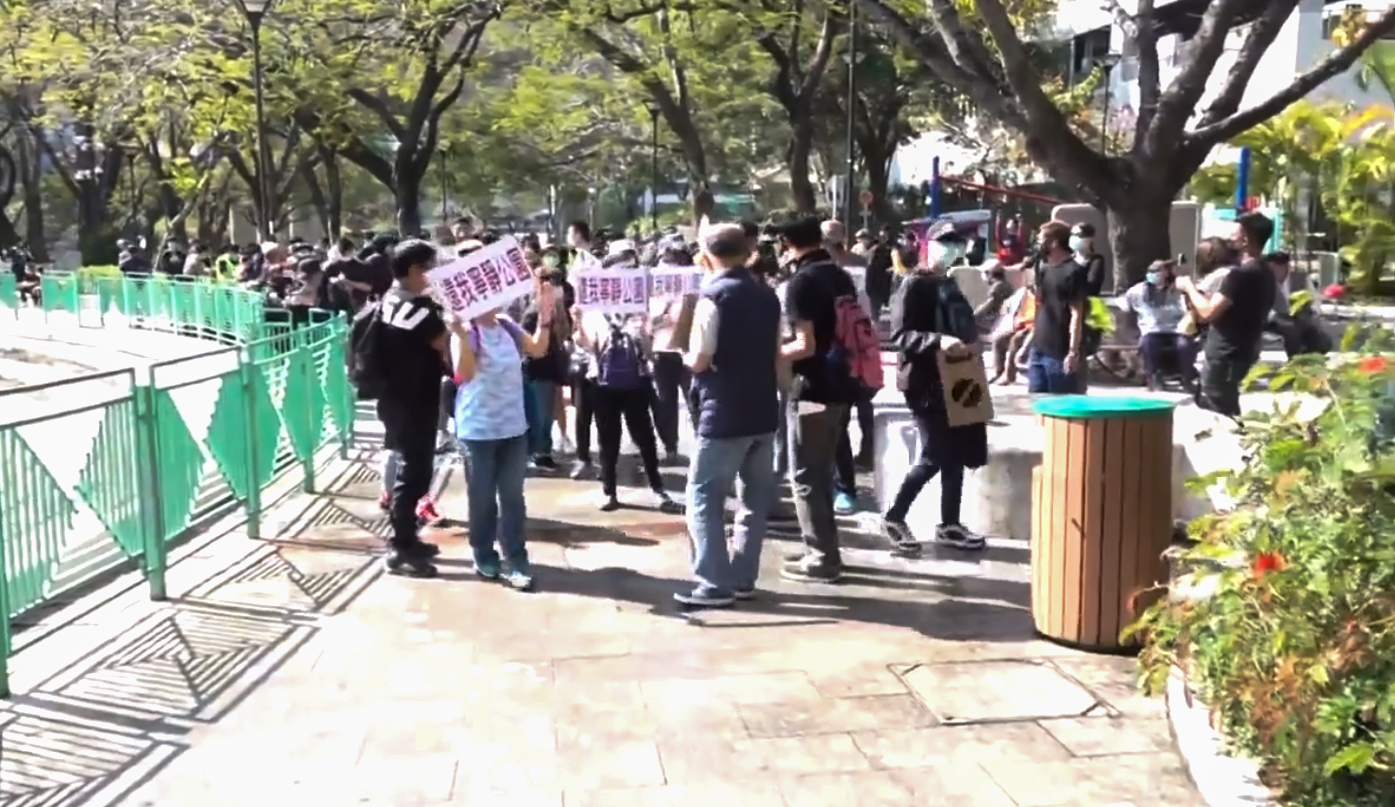
2月23日遊行下午，有市民在公園發起「光復屯公」行動。不過活動開始僅5分鐘被警員阻止

屯門區內有不少退休人士會在公園中以曲藝活動消遣，後來在公園內發展為多達十數個的表演藝術團體，由於他們使用大型擴音器，經常遭到附近民居投訴造成噪音滋擾。後來公園管理人員勸喻及驅趕有關「滋擾者」，引起活動參與者不滿。2006年更曾因為執法人員驅趕演唱者，引起觀眾起哄走避，懷疑導致一名七旬老翁被職員追截時跌倒喪命。其後在2009年又發生唱歌市民與康文署職員衝突事件，一名被檢控的男子昏倒，事後逾百人包圍公園辦事處叫囂，群情洶湧，後來更與十多名警員對峙，擾攘6個小時才散去。2011年亦有一宗推撞事件，康文署外判職員與一名曲藝人士因通道阻塞問題發生爭拗，大批歌迷起哄包圍聲援，其中一名職員在混亂中被人推倒受傷送院。
曾有傳活動未被管制前，因不少人向曲藝團體付錢點唱或加入表演，吸引更多團體到屯門公園表演，引起混亂。《星島日報》曾報道公園曲藝人士隸屬不同有組織「賣唱」集團，部分賣唱者在集團操控下出動假觀眾向他們付錢，鼓動其他觀眾向賣唱者打賞。另外由於過多團體出現，公園公共空間大多被佔用，公園主要通道河畔走廊亦被佔用，對遊人造成不便。噪音滋擾問題的出現揭露屯門公園公共空間及設施不足，並且沒有足夠管理的問題。2018年全年，康文署收到有關屯門公園噪音投訴有348宗。然而在2019年的過去3年內，只有2宗成功在屯門公園進行檢控的個案，民政事務局局長劉江華指須在有場地使用者感到煩擾，並願意作控方證人及取得足夠證據的情況下才能考慮根據《遊樂場地規例》作出檢控。
現時園方管理已有所進步，把部分表演活動安排在人工湖旁的露天劇場及人工瀑布旁的廣場進行，並為表演團體架帳篷，更有保安員在旁監察，以便有違規或不愉快事件發生時可以作出勸喻及協助，而且公園內的表演團體亦隨之減少。由於園方對表演團體的干預，表演人士開始遷往位於屯門公園對岸的休憩公園繼續其活動，但園內賣唱問題仍然猖獗。
就此，連登網民發起於2019年7月6日舉行的「光復屯門公園」遊行示威活動，抗議康文署長年放任非法賣唱下所造成的噪音及風俗問題，並即到場驅逐被指騷擾行人和有傷風化的內地大媽表演行為。發起團體稱有逾1萬人參加，警方估計最高峰時期有1,800人。行動獲鄰里支持，惟引發警民衝突。
兩日後（7月8日），再有網民號召「暢遊屯門公園」，以導賞團方式遊覽公園各部分，有近百人參與。公園內的長者和大媽一度與參加人士發生口角和指罵，警員在沿途戒備，並將一名大媽帶上警車。

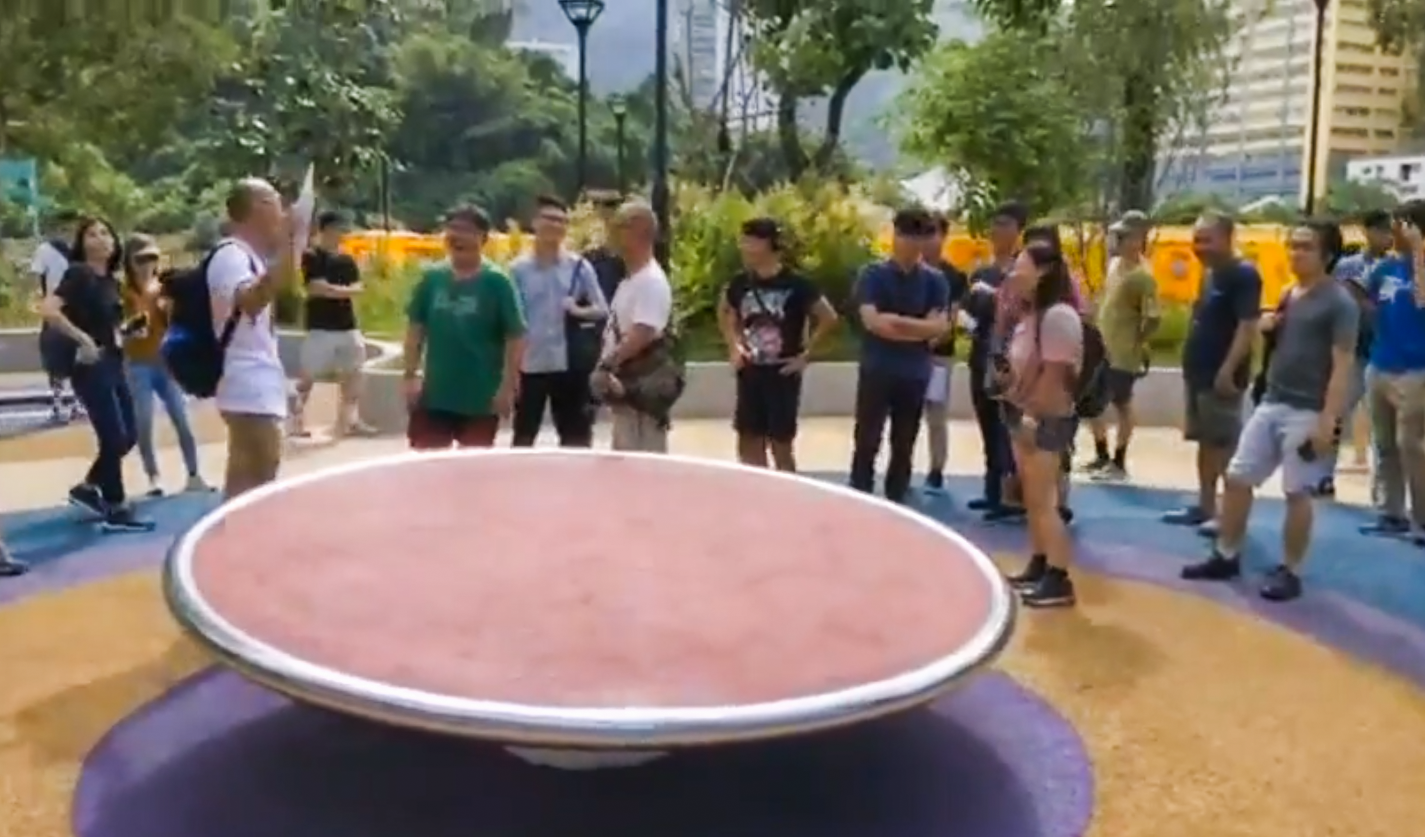
參與人士先到共融遊樂場參觀
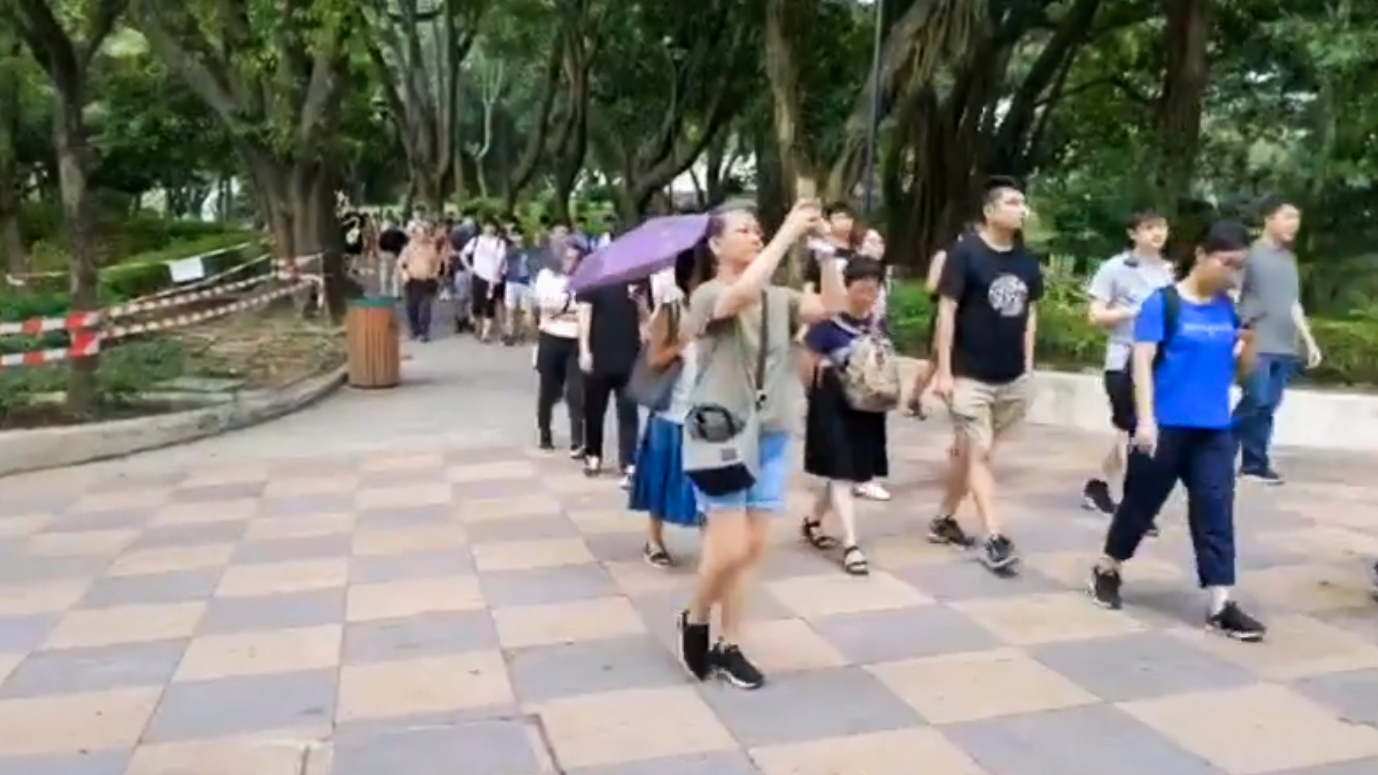
有近百人參與活動
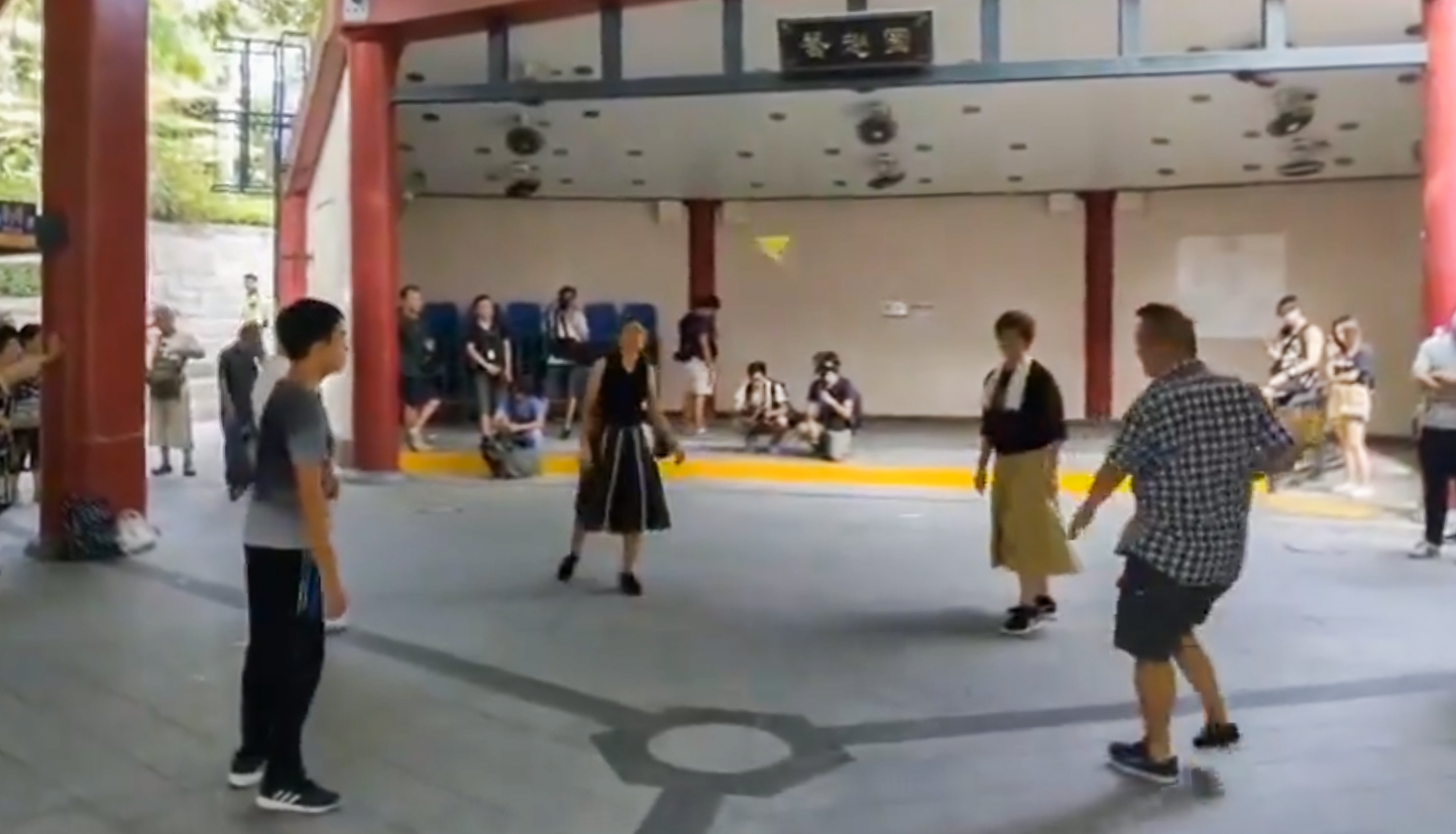
市民如常在公園內活動
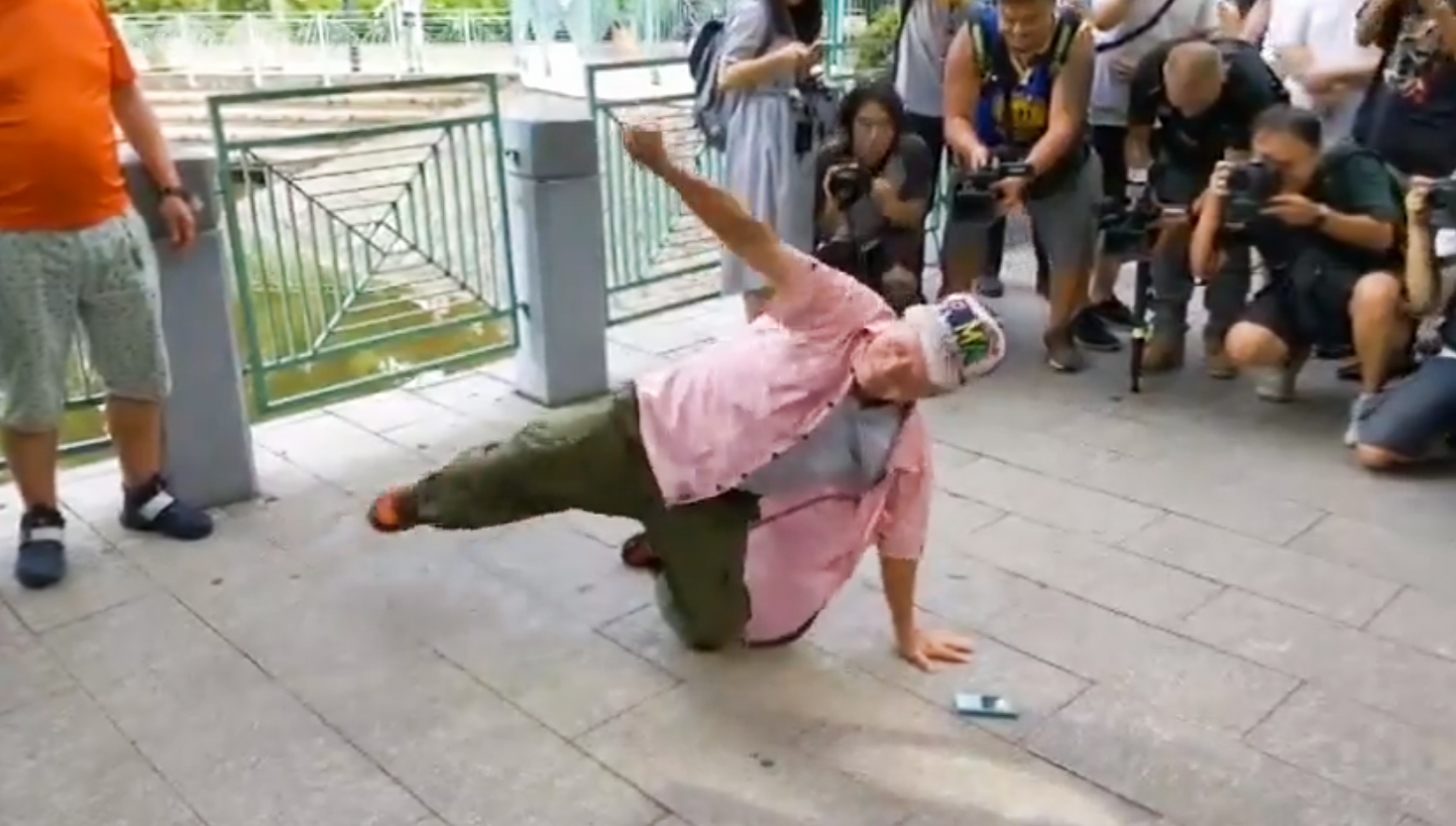
公園內的長者向記者和市民表達意見，認為最重要是開心，之後即場表演
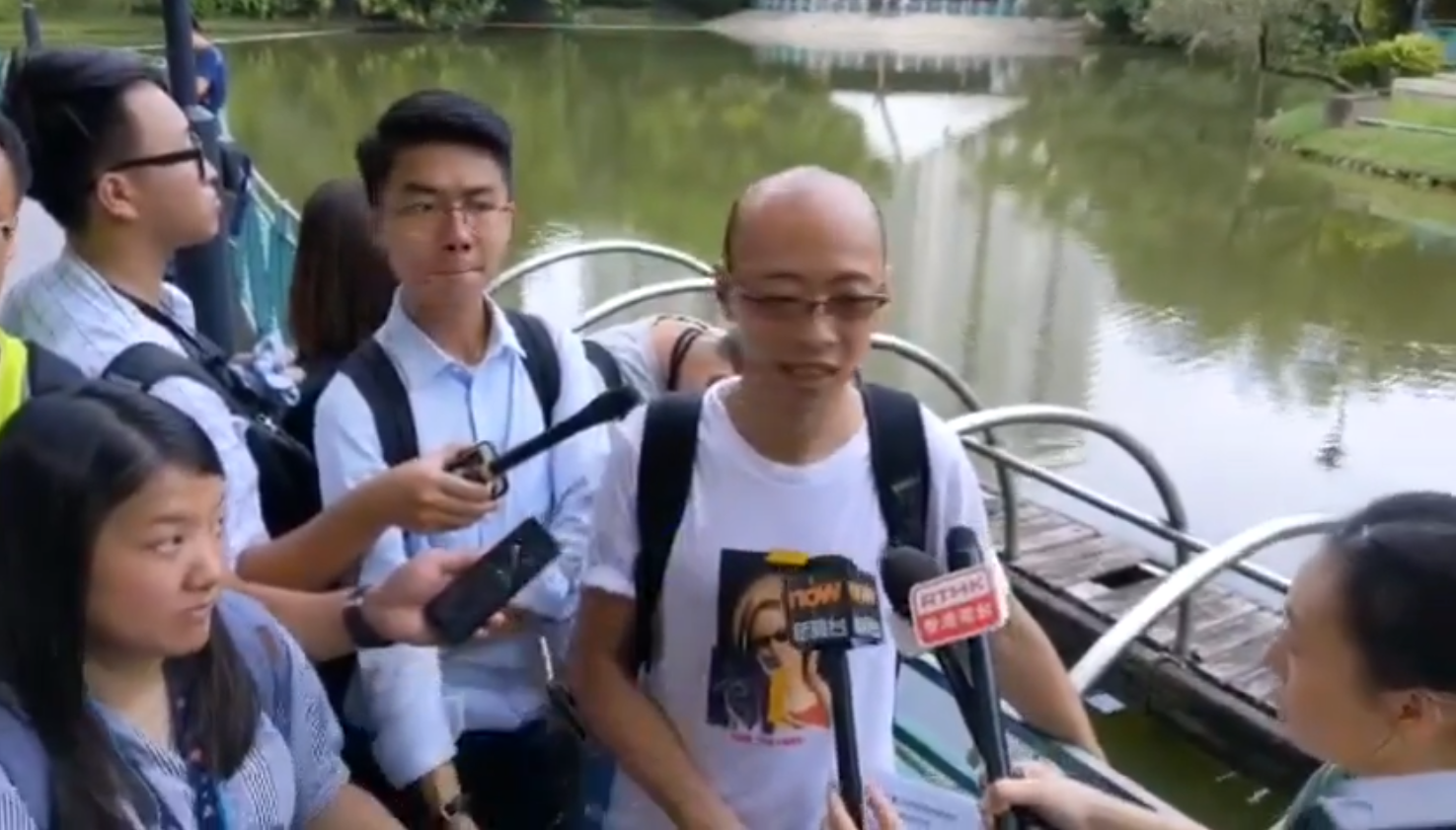
發起人回應記者問題
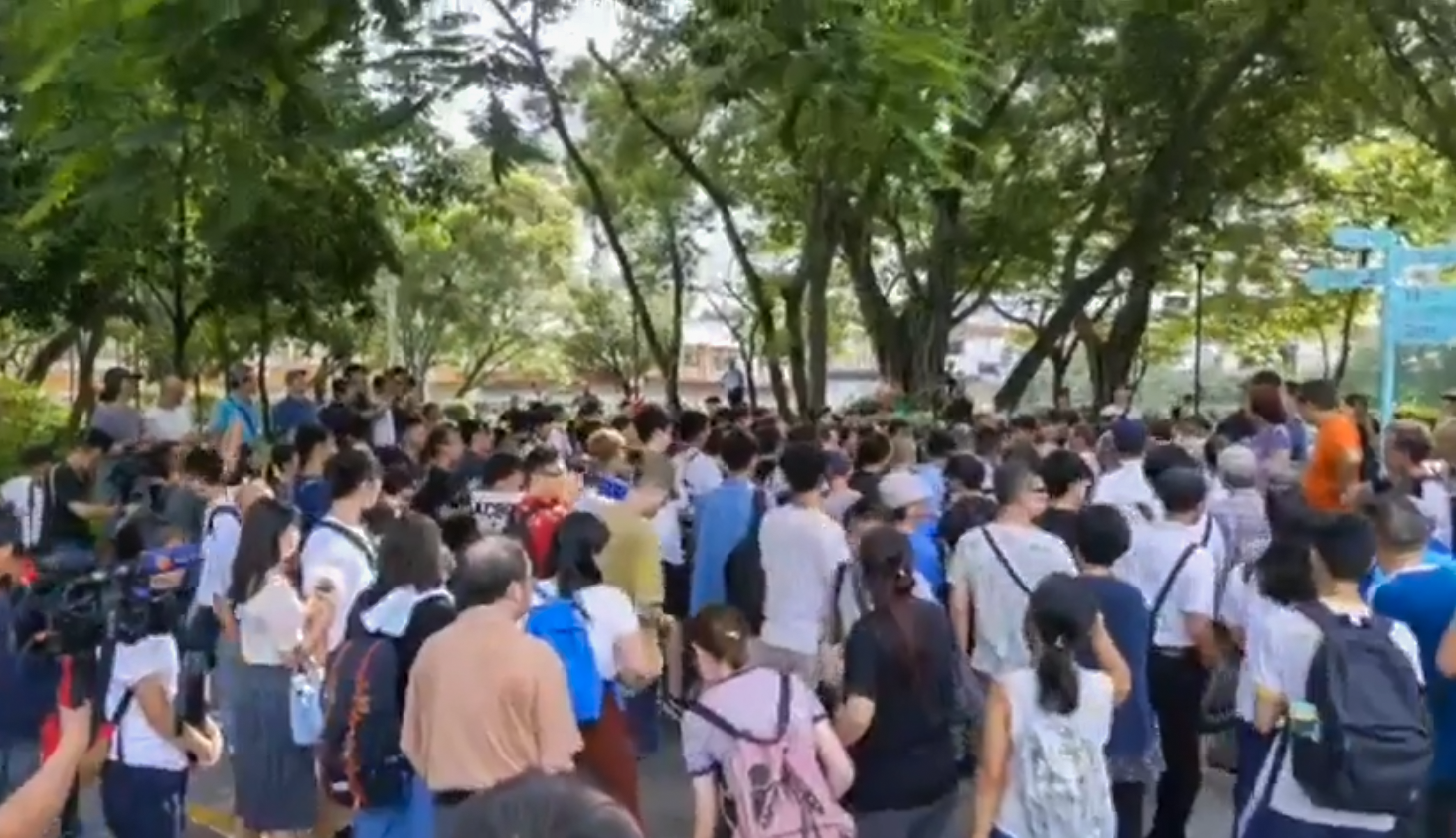
不少參與人士逗留在公園內
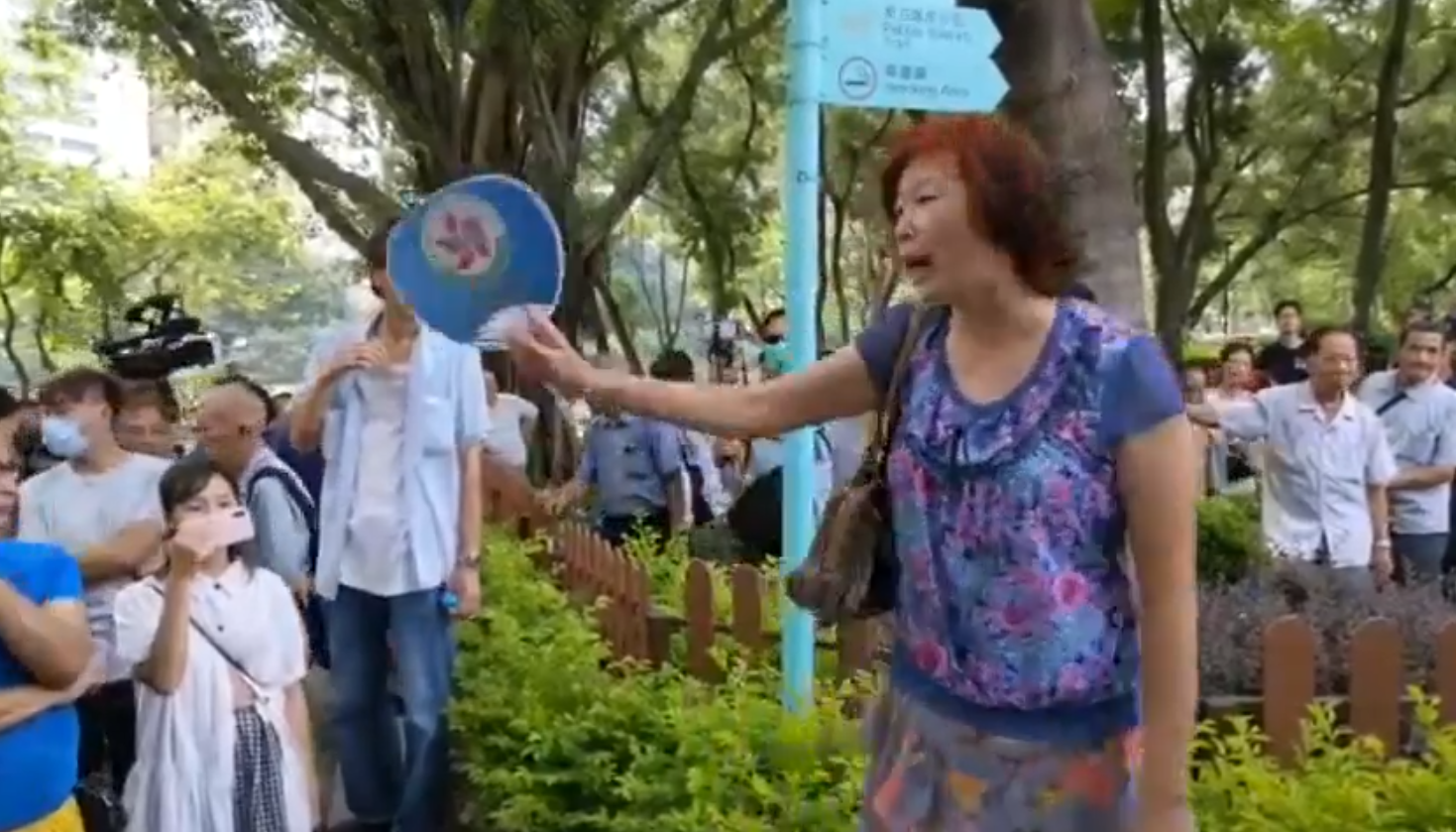
一名大媽指摘示威者騷擾市民和搞事
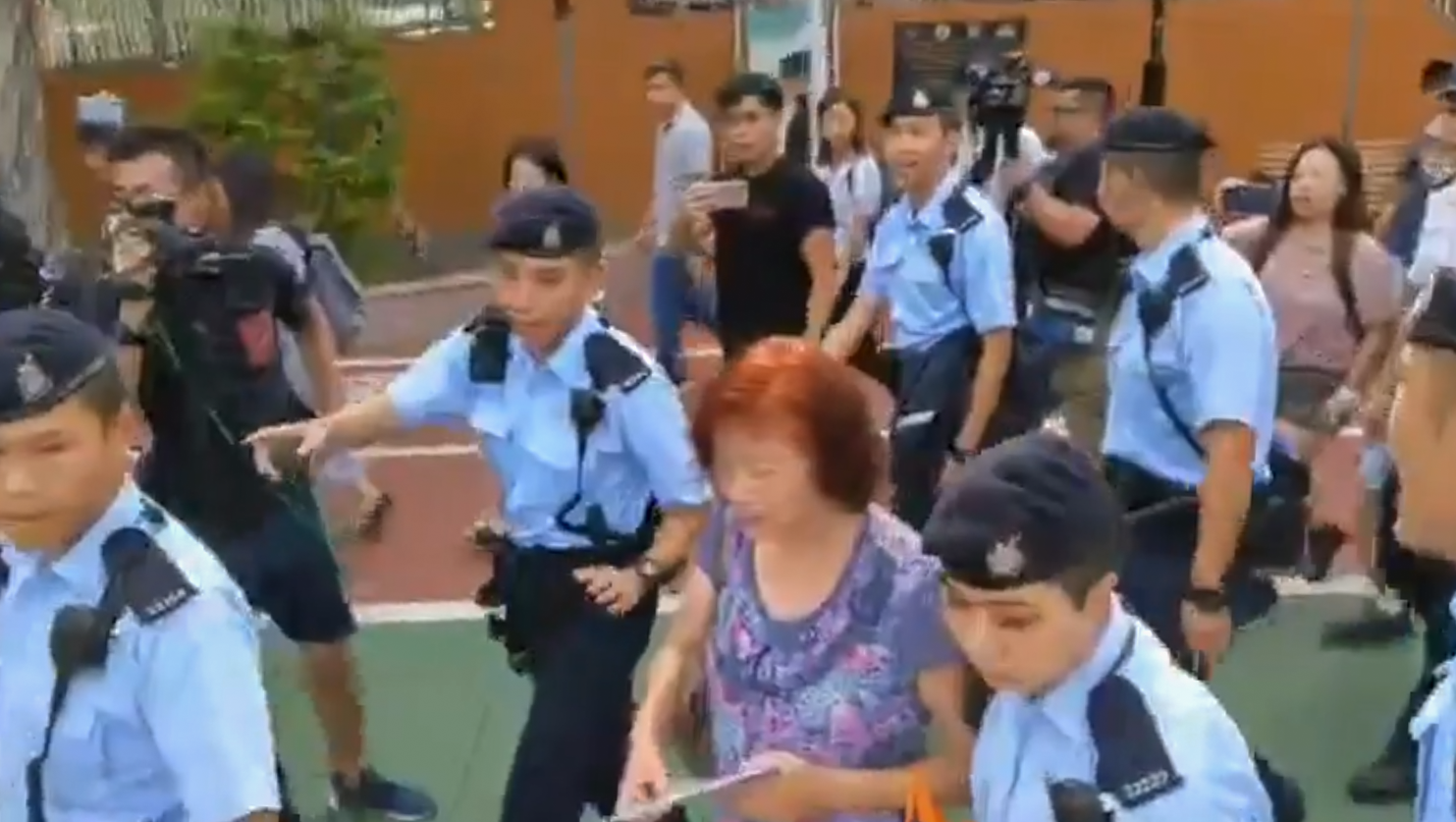
大媽由警員護送離開

2019年9月21日，網民再一次進行示威活動，不滿屯門公園的噪音問題未有變化。不過到下午4時，主辦方稱因為警方已經出動海綿彈，宣布遊行完結。而遊行最後演變成警民衝突，未有到達公園內抗議。
2020年2月22日，公園有市民不滿大媽開檔唱歌跳舞而到場抗議和引發一連串衝突。其後有警員帶走該批「大媽」。而屯門市中心有年輕人被數名警員截查，一人疑藏有錘仔被捕。到2月23日下午，有市民在屯門公園發起「光復屯公」行動。不過活動開始僅5分鐘，大批警員舉起藍旗警告現場人士非法集會，警方在公園內施放胡椒噴劑驅趕市民和截查市民，至少一名男子被捕。

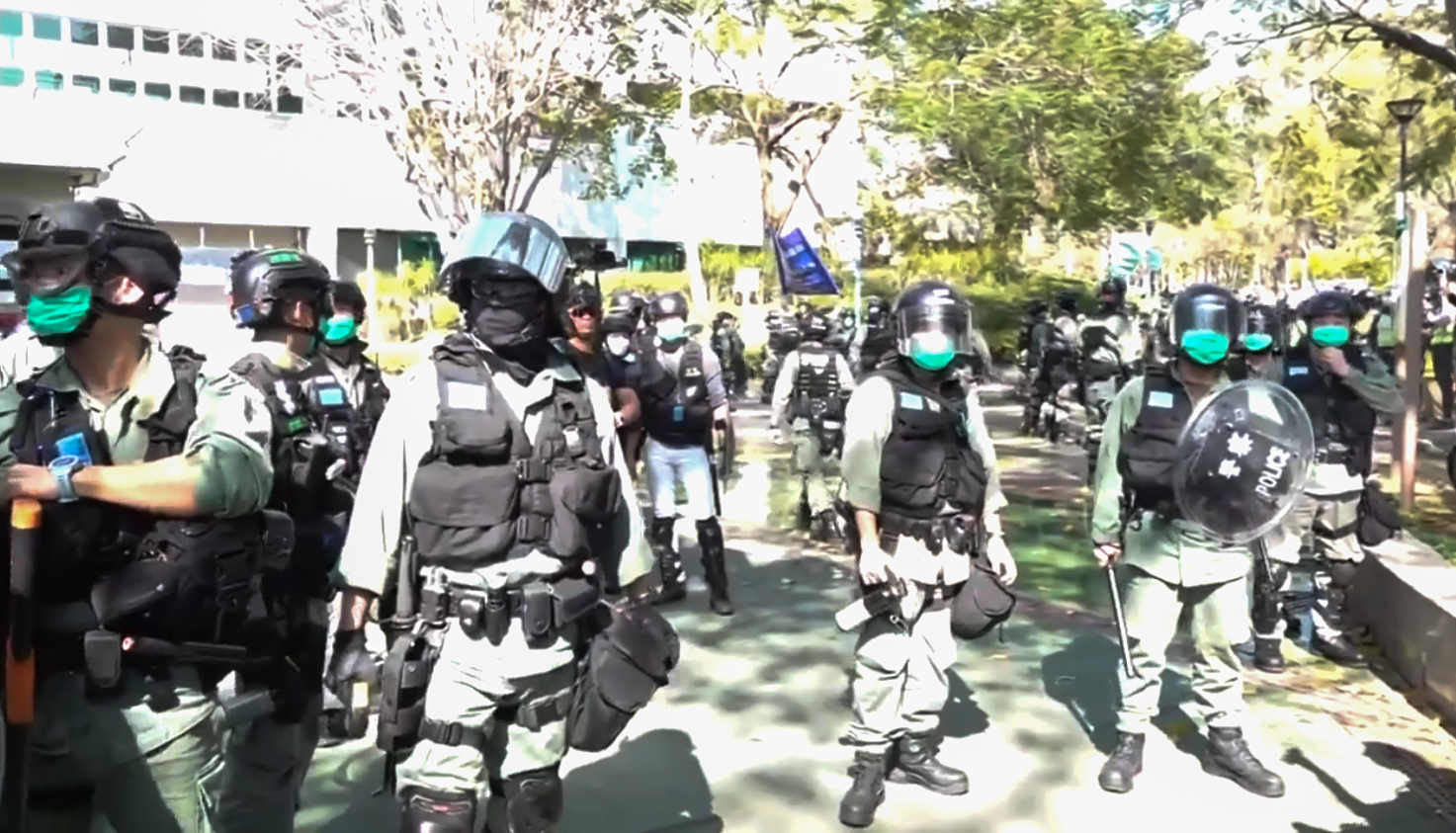
大批防暴警員在公園內，並舉起藍旗
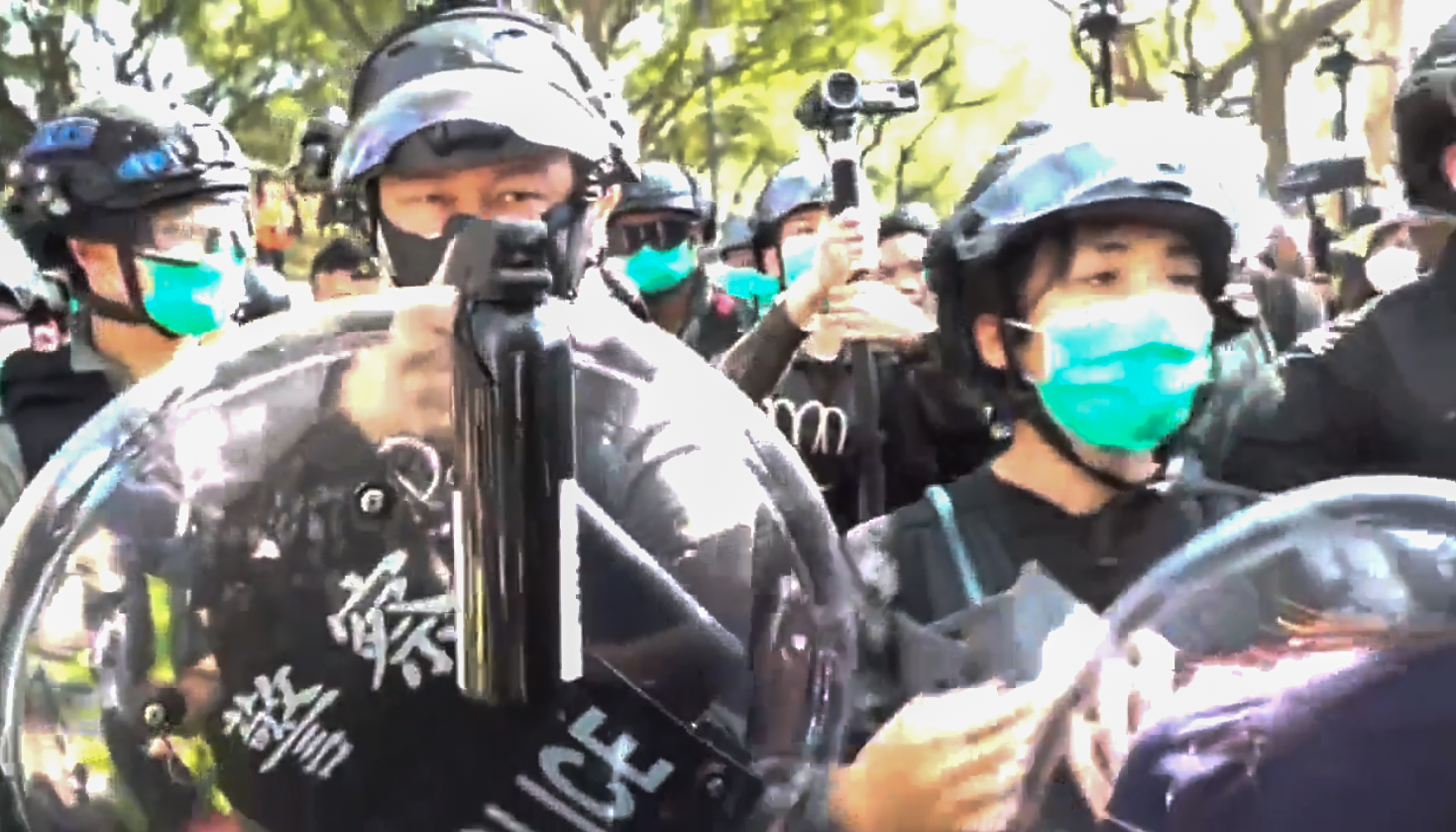
防暴警員舉起胡椒噴劑驅趕市民和記者
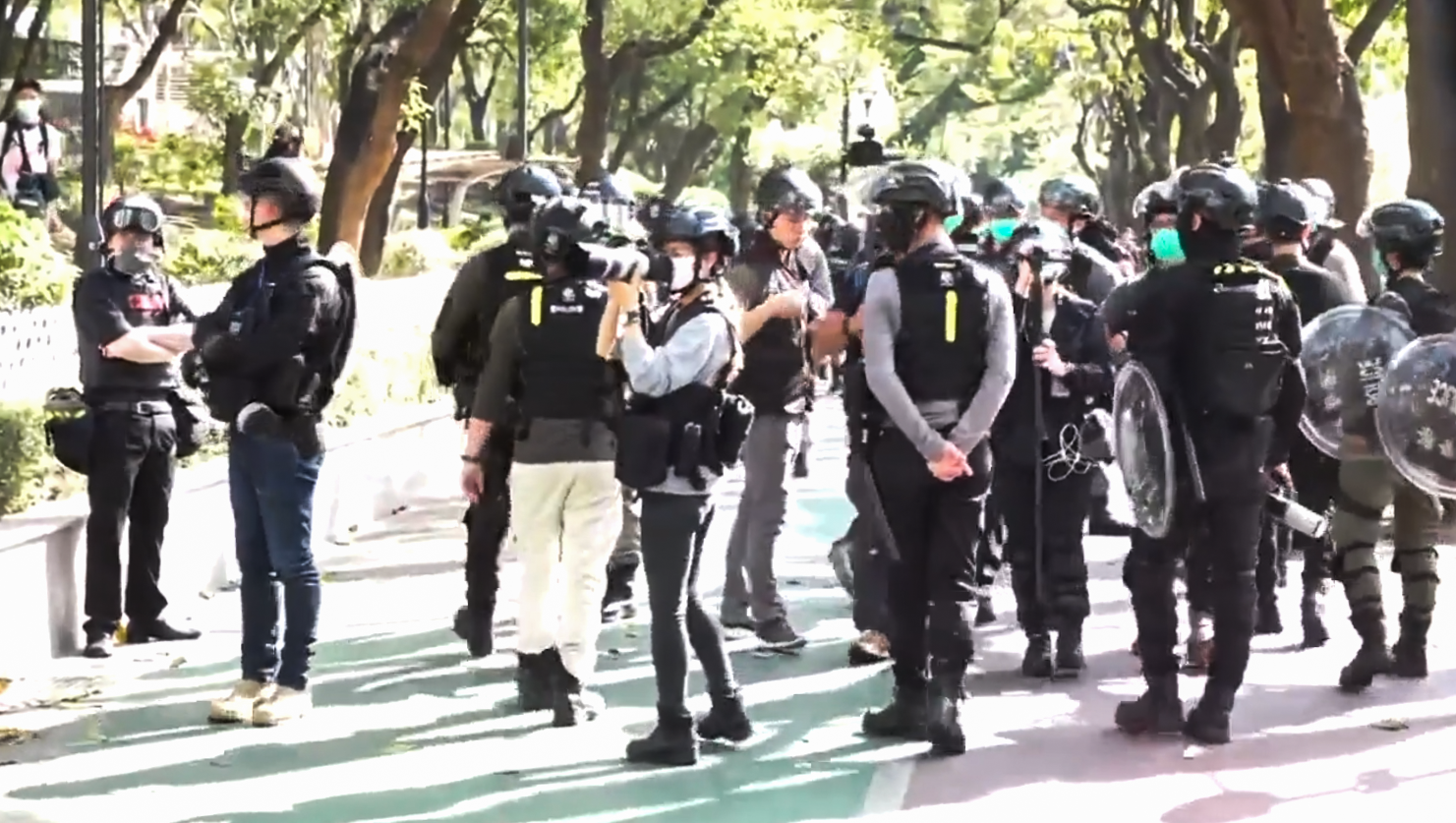
有警員使用數位單眼相機長焦鏡頭拍攝市民和記者
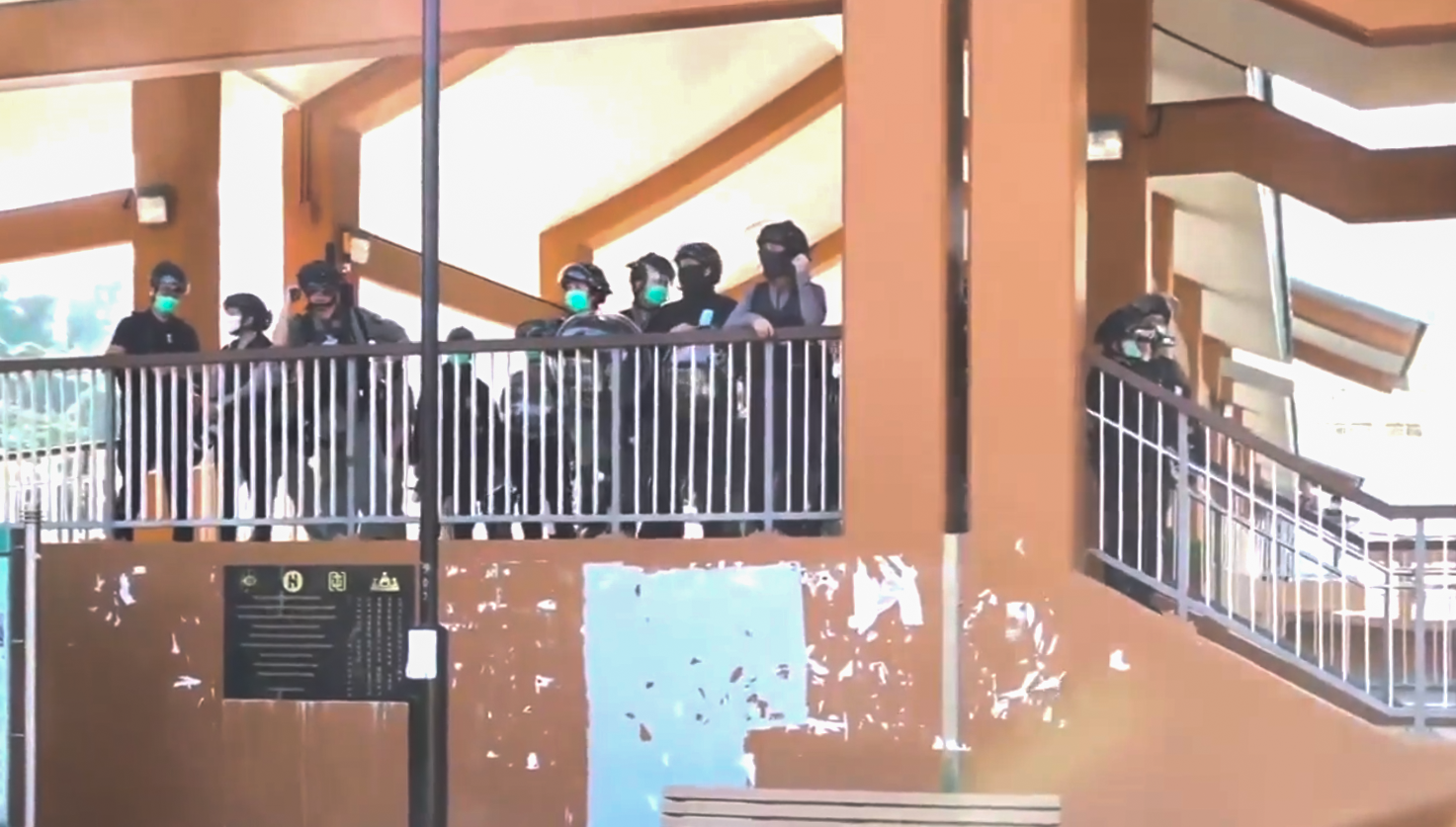
部分警員逗留在天后橋戒備
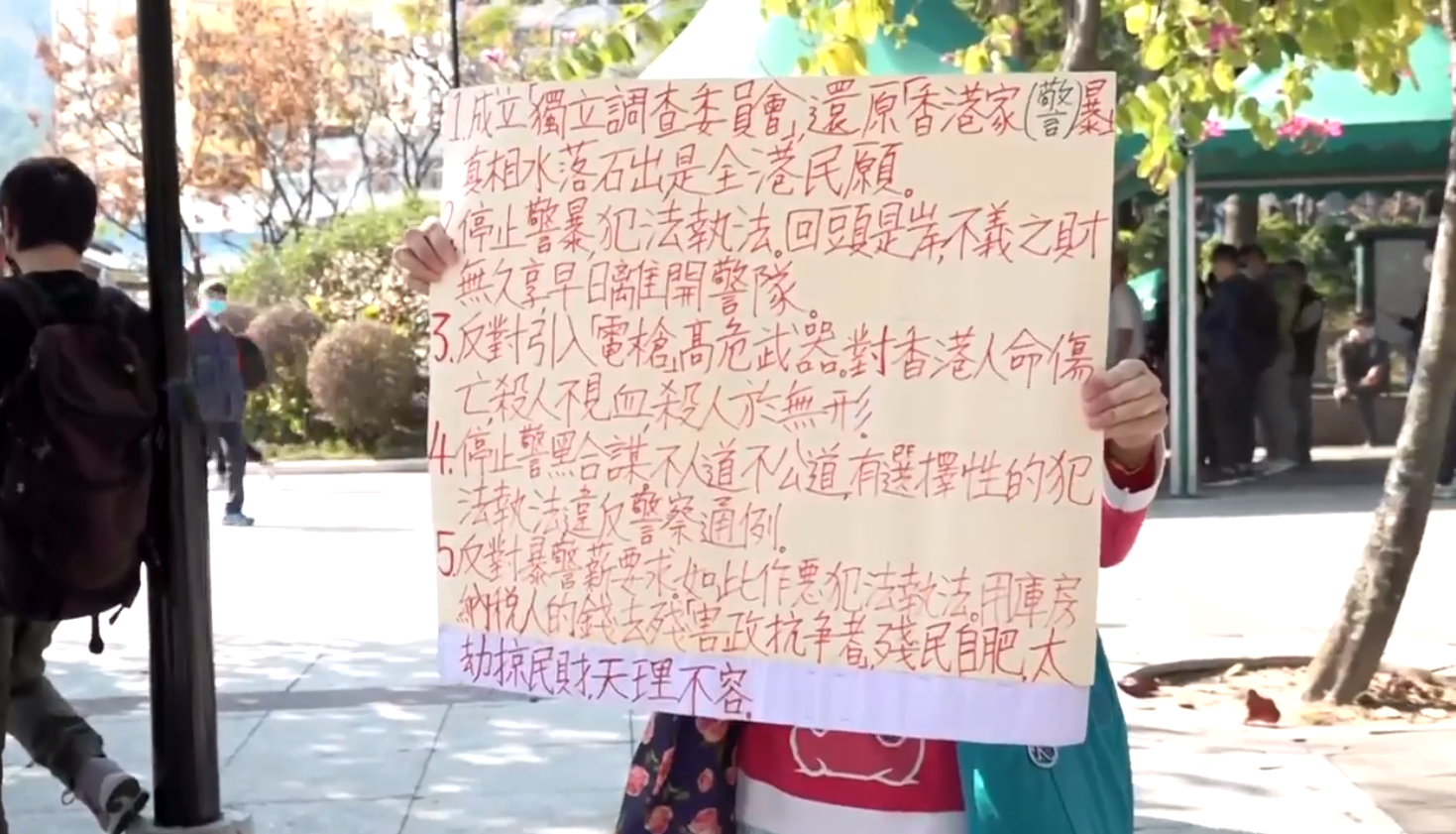
示威者舉起對警暴不滿的標語
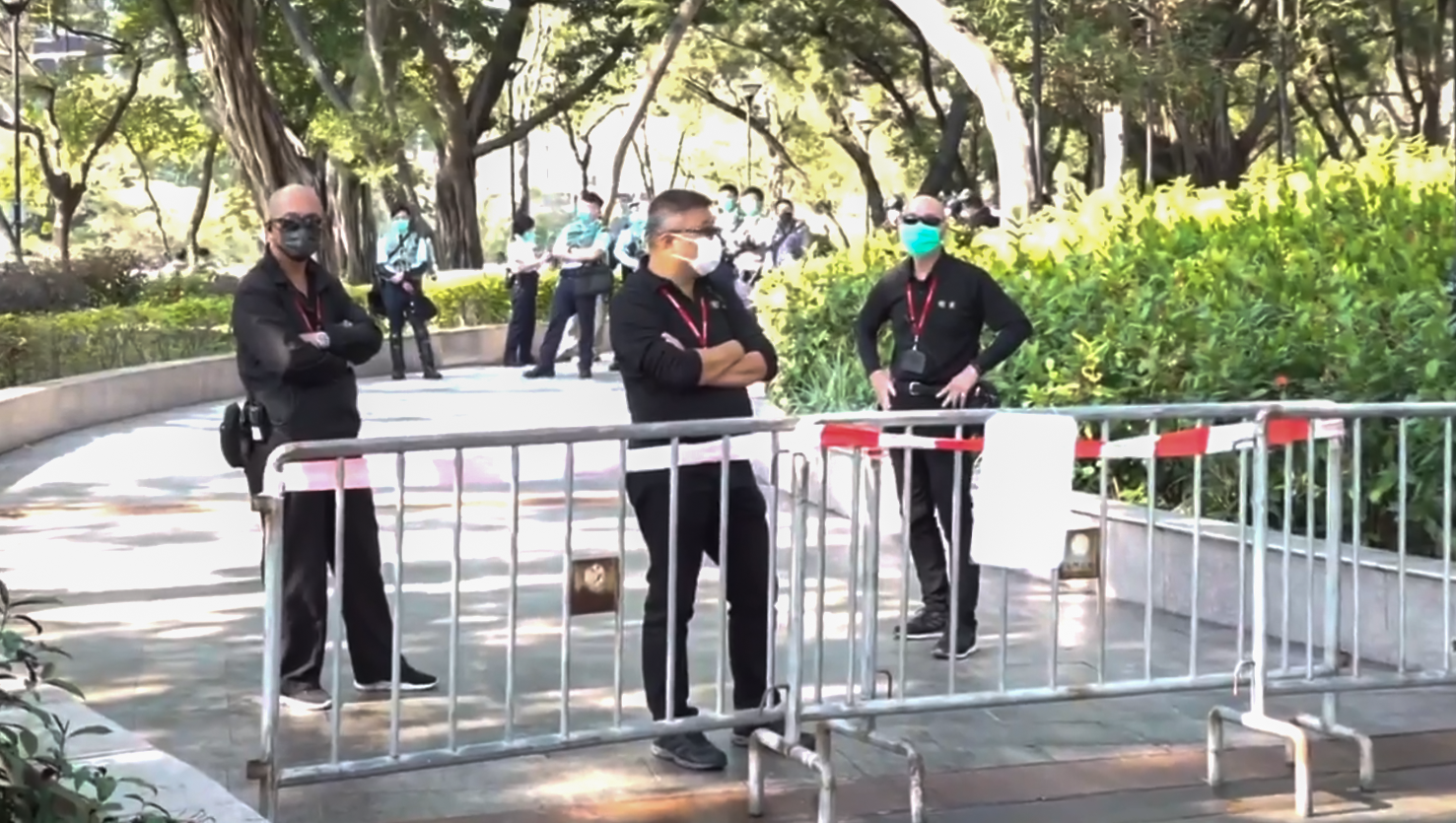
康文署派出保安戒備，並用鐵馬封閉公園通道
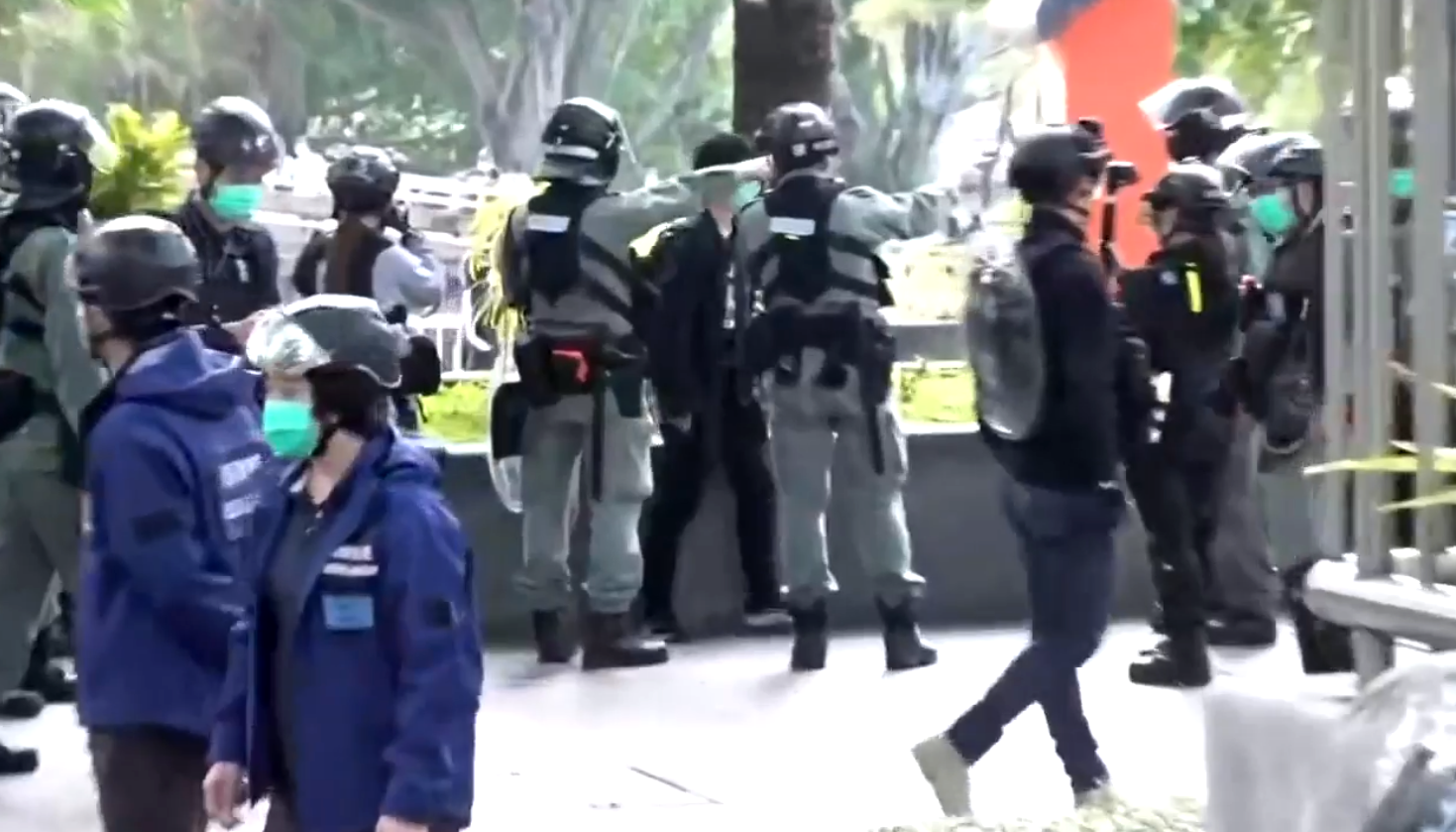
有市民在公園被警員截查
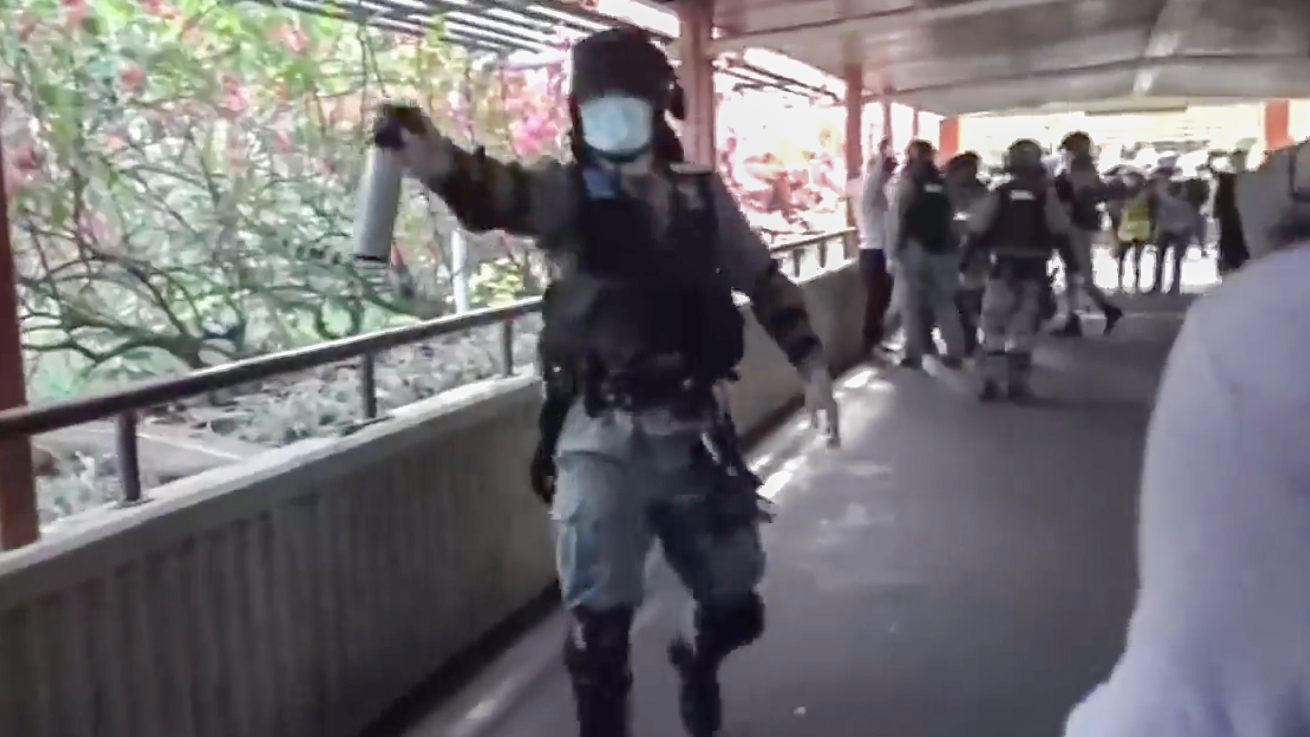
警員在往市中心的通道截查市民期間，一名防暴警員突然上前，舉起胡椒噴劑驅趕記者

### 人工湖離奇乾塘
2015年5月30日，湖水離奇流失，並露出湖底淤泥。原本在湖裏生活的百多條錦鯉和鯽魚，在淤泥及餘下的少量積水中掙扎，大部份反肚，當中有魚死亡。康文署獲悉事件後，派7、8名工人到場處理，將仍活的魚及死魚分開盛載，並送入公園另一處地方安放。據悉，康文署人員早已發現人工湖的水開始流失，但因人手調動關係，未能即時作出處理。

## 社區保育
2020年至2022年間，新媒體社會企業 不朽傳耆 獲屯門區議會及仁愛堂資助，舉辦了「導．賞屯門」長幼社區導賞計劃 。不朽傳耆 設計了探討公共空間運用的《屯門共融遊樂空間》，其中路線包括屯門公園及共融遊樂場，並培訓區內長者、樂活中年、在職青年和中學生成為導賞大使。計劃旨在透過長者豐富的人生閱歷，配合年青人無限創意，成就不一樣的導賞體驗和社區風景，也體現長幼共融。

## 交通

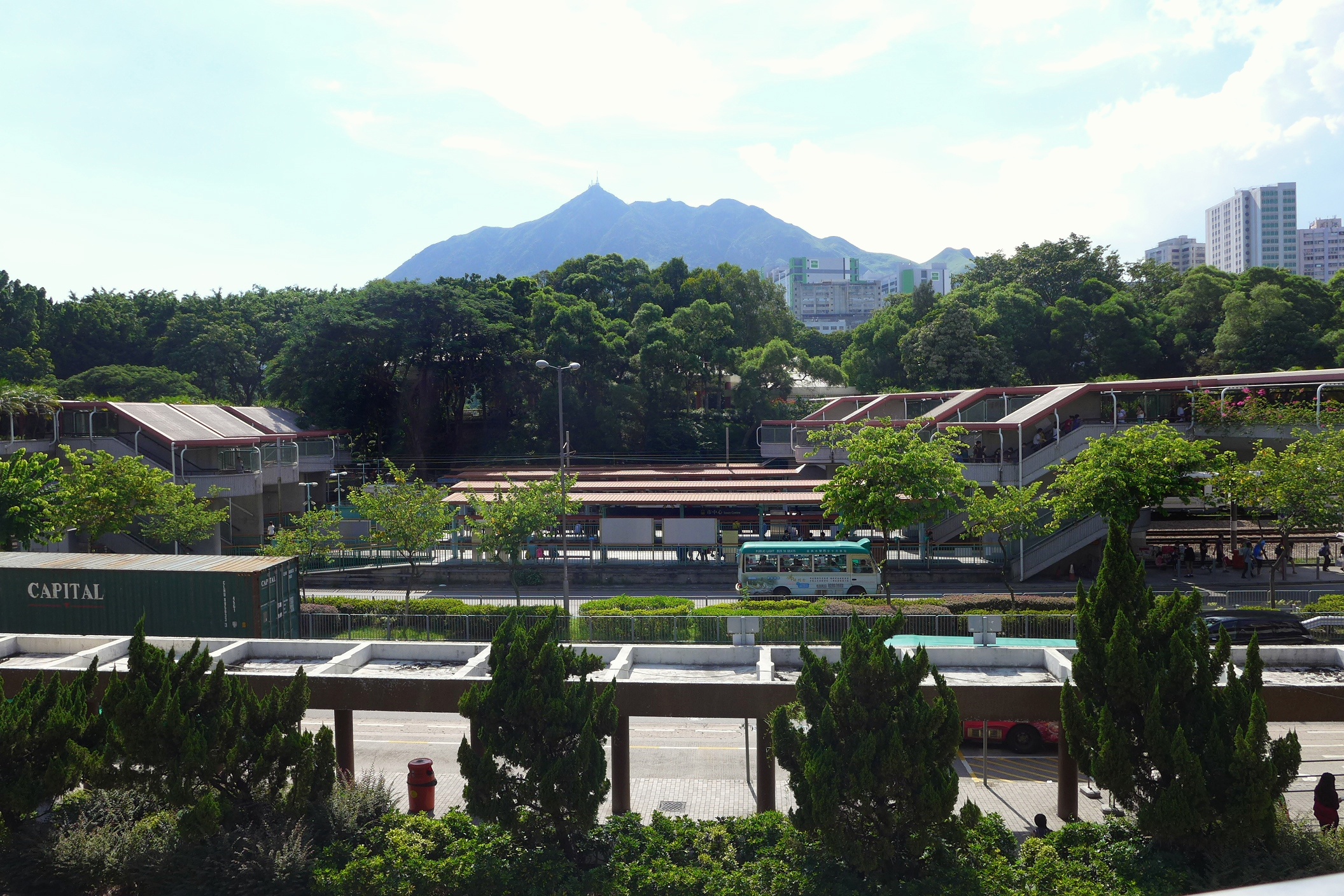
由屯門文娛廣場通往屯門公園的行人天橋，左下方為輕鐵市中心站

## 外部連結
- 屯門公園官方網頁（页面存档备份，存于）